# Jair Bolsonaro
Jair Messias Bolsonaro (Glicério, São Paulo, 21 de marzo de 1955) es un militar retirado y político brasileño, que se desempeñó como el 38.º presidente de la República Federativa de Brasil desde el 1 de enero de 2019 hasta el 1 de enero de 2023. Ha sido descrito como un político ultraconservador y de extrema derecha por varios medios de comunicación.
Fue diputado federal por el estado de Río de Janeiro entre 1991 y 2018. En las elecciones generales de 2014, fue el diputado federal más votado en el estado con 460.000 votos del electorado fluminense. En 2017, fue considerado por el instituto FSB como el parlamentario más influyente en las redes sociales. En enero de 2018, anunció su afiliación al Partido Social Liberal (PSL), a esa altura el noveno partido político de su carrera desde que fue elegido concejal en 1989, y triunfó en las elecciones presidenciales de 2018. En 2019, abandonó el PSL en medio de un enfrentamiento con otros miembros y formó la Alianza por Brasil. Al no lograr registrar oficialmente este nuevo partido, se afilió al Partido Liberal para competir en las elecciones generales de 2022.
Durante su presidencia, hizo retroceder las protecciones de los grupos indígenas en la selva amazónica, manifestándose en contra de ONG ambientalistas y de las tierras reservadas para las tribus indígenas. La respuesta de Bolsonaro a la pandemia de COVID-19 en Brasil fue criticada por varios sectores del espectro político; trató de restar importancia a la enfermedad y sus efectos, se opuso a las medidas de cuarentena y destituyó a dos ministros de salud, mientras el número de muertos aumentaba rápidamente. Como resultado, la opinión pública, que le había sido favorable durante su primer año de mandato, se volvió contraria durante la mayor parte de 2020, retornó brevemente a ser positiva después de autorizar los pagos de emergencia antes de volverse negativa otra vez en 2021. Compitió en las elecciones presidenciales de 2022, en las que no logró la reelección, siendo derrotado por Luiz Inácio Lula da Silva, líder del Partido de los Trabajadores. 
Se hizo famoso por sus posiciones nacionalistas y conservadoras, como su oposición a la eutanasia y a la legalización del aborto, por su defensa de la dictadura militar de 1964, por sus ataques e insultos a las personas homosexuales, por sus críticas a la izquierda, por haber considerado a la tortura como una práctica legítima, especialmente contra los comunistas, y por varias otras declaraciones controvertidas, que le valieron cerca de treinta pedidos de casación durante la campaña electoral y tres condenas judiciales. Sus posiciones políticas generalmente se han definido como de extrema derecha aunque él se ha autodefinido como de centroderecha.
El 8 de enero de 2023, sus partidarios asaltaron edificios del gobierno federal, llamando a un golpe de Estado. El 30 de junio del mismo año, el Tribunal Superior Electoral impidió a Bolsonaro presentarse al cargo hasta 2030 por «diseminar mentiras y sospechas infundadas sobre el sistema de comicios brasileño ante embajadores de países extranjeros».
En julio de 2024, la Policía Federal de Brasil imputó a Bolsonaro por lavado de dinero y asociación criminal en relación con los diamantes no declarados que recibió de Arabia Saudita durante su mandato. En noviembre del mismo año fue acusado del intento de asesinato de Lula da Silva con la intención de dar un golpe de Estado.
En marzo de 2025 fue imputado junto a 33 personas más, entre los que se encontraban siete de sus aliados, por rebelión e intento de golpe de Estado por el Supremo Tribunal Federal de Brasil.

## Primeros años
Según relatos familiares, Jair Bolsonaro nació en Glicerio, un pequeño municipio del nordeste del estado de São Paulo, pero no fue registrado hasta diez meses después, el 1 de febrero de 1956, en la vecina ciudad de Campinas, donde vivía la gran parte de su familia de inmigrantes italianos y alemanes. En su registro de nacimiento consta que nació en Campinas. El nombre de Jair fue escogido a recomendación de un vecino y en homenaje a Jair Rosa Pinto, jugador de la selección brasileña de fútbol, que cumplía años en aquel día y jugaba en el Palmeiras, equipo que su padre Percy Geraldo Bolsonaro apoyaba. Inicialmente se llamaría solamente Messias Bolsonaro pues su madre Olinda Bonturi, después de una gravidez complicada, atribuía a Dios el milagro del nacimiento de su hijo.

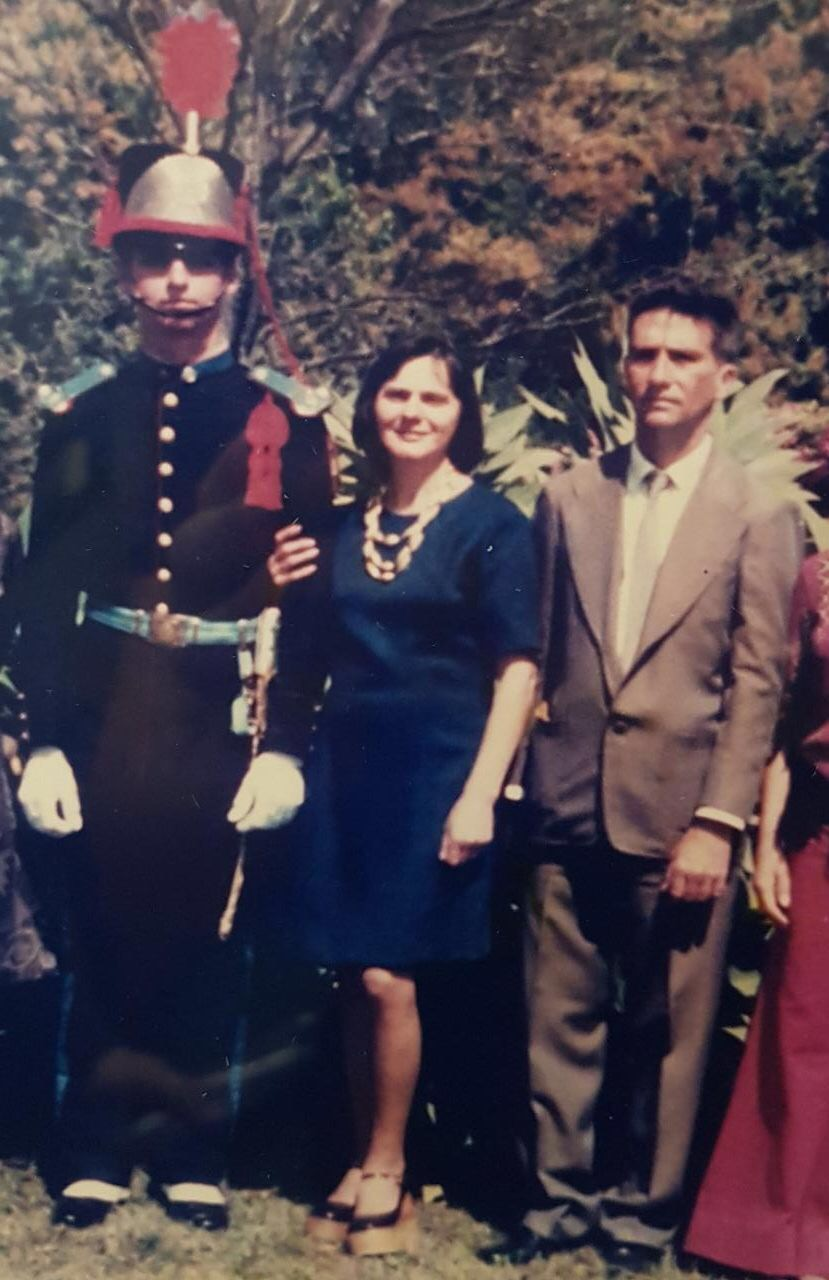
Bolsonaro con sus padres en la Academia Militar das Agulhas Negras, 1979

Durante su infancia vivió en diversas ciudades del estado de São Paulo. En los primeros años de su vida, su familia se mudó a Ribeira. Después, en 1964, la familia se trasladó a Jundiaí en los barrios de Vianelo y Vila Progresso. En 1965 se mudaron a Sete Barras y finalmente, en 1966, a Eldorado, en la región de Vale do Ribeira, donde Bolsonaro creció junto a sus cinco hermanos.

## Carrera militar

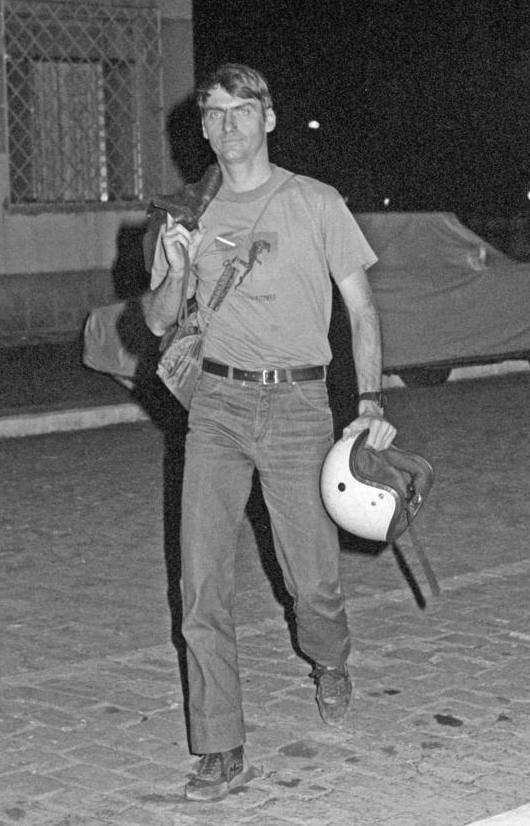
Bolsonaro en 1986

Bolsonaro cursó la Escuela Preparatoria de Cadetes del Ejército, en 1973, y luego ingresó en 1974 en la Academia Militar das Agulhas Negras, formándose en 1977. Sirvió en el 9.º Grupo de Artillería de Campaña, en Nioaque, Mato Grosso do Sul, en el período 1979-81. Después de eso, integró la Brigada de Infantería Paracaidista de Río de Janeiro, donde se especializó en paracaidismo. En 1983 se formó en educación física en la Escuela de Educación Física del Ejército, y se convirtió en maestro en saltos por la Brigada de Infantería Paracaidista. En 1987 cursó la Escuela de Perfeccionamiento de Oficiales (EsAO).
Documentos secretos producidos por el Ejército Brasileño en la década de 1980 muestran que superiores de Bolsonaro lo evaluaron como dueño de una «excesiva ambición en realizarse financiera y económicamente». Según el superior de Bolsonaro en la época, el coronel Carlos Alfredo Pellegrino:

[Bolsonaro] tenía permanentemente la intención de liderar a los oficiales subalternos, en lo que fue siempre repelido, tanto en razón del trato agresivo dispensado a sus camaradas, como por la falta de lógica, racionalidad y equilibrio en la presentación de sus argumentos.
Coronel Carlos Alfredo Pellegrino

### Arresto militar
En 1986, cuando servía como capitán en el 8.º Grupo de Artillería de Campaña Paracaidista, Bolsonaro fue arrestado por quince días después de escribir, en la sección «Ponto de Vista» de la revista Veja de 3 de septiembre de 1986, un artículo titulado «El salario está bajo». Para Bolsonaro, la baja de decenas de cadetes de AMAN se debía a los bajos salarios pagados a la categoría de una forma general, y no a desviaciones de conducta, como decía la cúpula del Ejército. La actitud de sus superiores llevó a la reacción de oficiales activos y de la reserva, incluso del General Newton Cruz, exjefe de la agencia central del Servicio Nacional de Informaciones (SNI) en el gobierno de João Figueiredo. Bolsonaro recibió cerca de 150 telegramas de solidaridad de las más variadas regiones del país, además del apoyo de oficiales del Instituto Militar de Ingeniería (IME) y de esposas de oficiales, que realizaron una manifestación frente al complejo militar de la Praia Vermelha, en Río de Janeiro y fue absuelto por el Superior Tribunal Militar.

### Operación Beco Sem Saída
El 27 de octubre de 1987, Jair Bolsonaro informó a la reportera Cássia Maria, de la revista Veja, sobre la Operación Beco Sem Saída. En la época Bolsonaro apoyaba la mejora del sueldo y estaba contra la prisión del capitán Saldon Pereira Filho.
La operación tendría como objetivo explotar bombas de baja potencia en baños de la Villa Militar, de la Academia Militar de las Agulhas Negras, en Resende, Río de Janeiro y en algunos otros cuarteles militares con el objetivo de protestar contra el bajo salario que los militares recibían en la época.
Bolsonaro habría dibujado el croquis de donde la bomba sería colocada en la Adutora del Guandu, que abastece de agua al municipio de Río de Janeiro. La revista entregó el material al entonces ministro del Ejército y este, después de cuatro meses de investigación, concluyó que el reportaje era correcto. En 1986, un año después del retorno de la democracia, fue arrestado por planificar un ataque a un oleoducto y un cuartel de las fuerzas armadas en Río de Janeiro, en el marco de un supuesto reclamo por aumentos salariales.
El caso fue entregado al Superior Tribunal Militar (STM). El juicio se celebró en junio de 1988 y el tribunal acogió la tesis de la defensa de Bolsonaro y del capitán Fábio Passos da Silva, según la cual las pruebas documentales —cuyo laudo pericial había sido hecho por la Policía del Ejército— eran insuficientes por no permitir comparaciones caligráficas, una vez que se utilizó la letra de prensa. Este laudo sería más tarde desmentido por la Policía Federal, que confirmó la caligrafía de Bolsonaro. De todos modos, el STM absolvió a los dos oficiales, que así se mantuvieron en los cuadros del Ejército. En 1988, Bolsonaro fue a la reserva, con la patente de capitán, y en el mismo año inició su carrera política, compitiendo al concejal de Río de Janeiro.

## Carrera política

### Concejal de Río de Janeiro

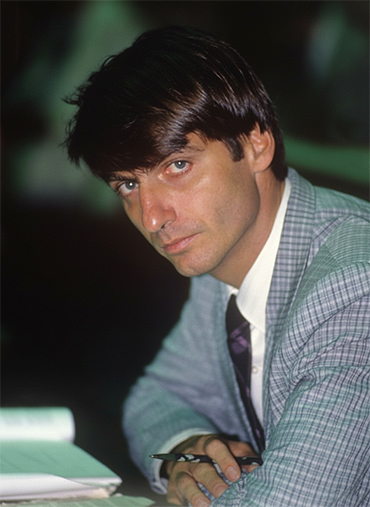
Bolsonaro en 1990, cuando era concejal.

En 1988 entró en la vida pública como concejal de la ciudad de Río de Janeiro por el Partido Demócrata Cristiano. Según una biografía escrita por su hijo Flávio, Jair "era un candidato a concejal porque resultó ser la única opción que tenía en este momento para evitar ser víctima de persecución por parte de algunos de sus superiores. Su entrada en la política ocurrió por casualidad, pues su voluntad era continuar la carrera militar". Su mandato como concejal lo utilizó principalmente para dar visibilidad a las causas militares.

### Diputado federal
En las elecciones de 1990 consiguió ser diputado federal por el mismo partido. Después vendrían otros cuatro mandatos sucesivos. Fue afiliado en el PPR (1993-95), PPB (1995-2003), PTB (2003-2005), PFL (2005), PP (2005-2016), PSC (2006-2017) y desde julio de 2017 integró el PEN. Bolsonaro afirmó que ya pensó en afiliarse al Prona. Se hizo conocido por sus ideas nacionalistas, conservadoras y por sus posturas muchas veces críticas al comunismo y a la izquierda. Bolsonaro defiende abiertamente la época de la dictadura militar instalada en Brasil en abril de 1964, pero no aboga por su restauración. Para las elecciones presidenciales de Brasil 2018 fue candidato a través del Partido Social Liberal.

#### Desempeño electoral
En las elecciones de 2010, Jair Bolsonaro obtuvo cerca de 120 000 votos, siendo el undécimo diputado federal más votado del estado de Río de Janeiro. En su mandato anterior se destacó en la lucha por la aprobación de la PEC300 y contra una posible vuelta de la CPMF (Contribución Provisional sobre Movimientos Financieros). Fue un representante informal de las Fuerzas Armadas brasileñas en la Cámara de Diputados y defendió la recomposición salarial de los militares.
Fue reelegido en las elecciones generales de 2014, como el diputado más votado del estado de Río de Janeiro con 464 572 votos.
El 2 de febrero de 2017, se postuló por tercera vez para presidente de la Cámara de Diputados, obteniendo solo cuatro votos parlamentarios, ocasionando su derrota. Postuló para el mismo cargo en 2005 y 2011 y tampoco logró éxito.
Después de afiliarse al Partido Social Cristiano (PSC), entró en conflicto con el liderazgo del partido e inició el proceso para ingresar al Partido Ecológico Nacional (PEN) en 2017 para ser candidato a las elecciones presidenciales de 2018. Finalmente su partido fue el Partido Social Liberal.

#### Desempeño como diputado y propuestas

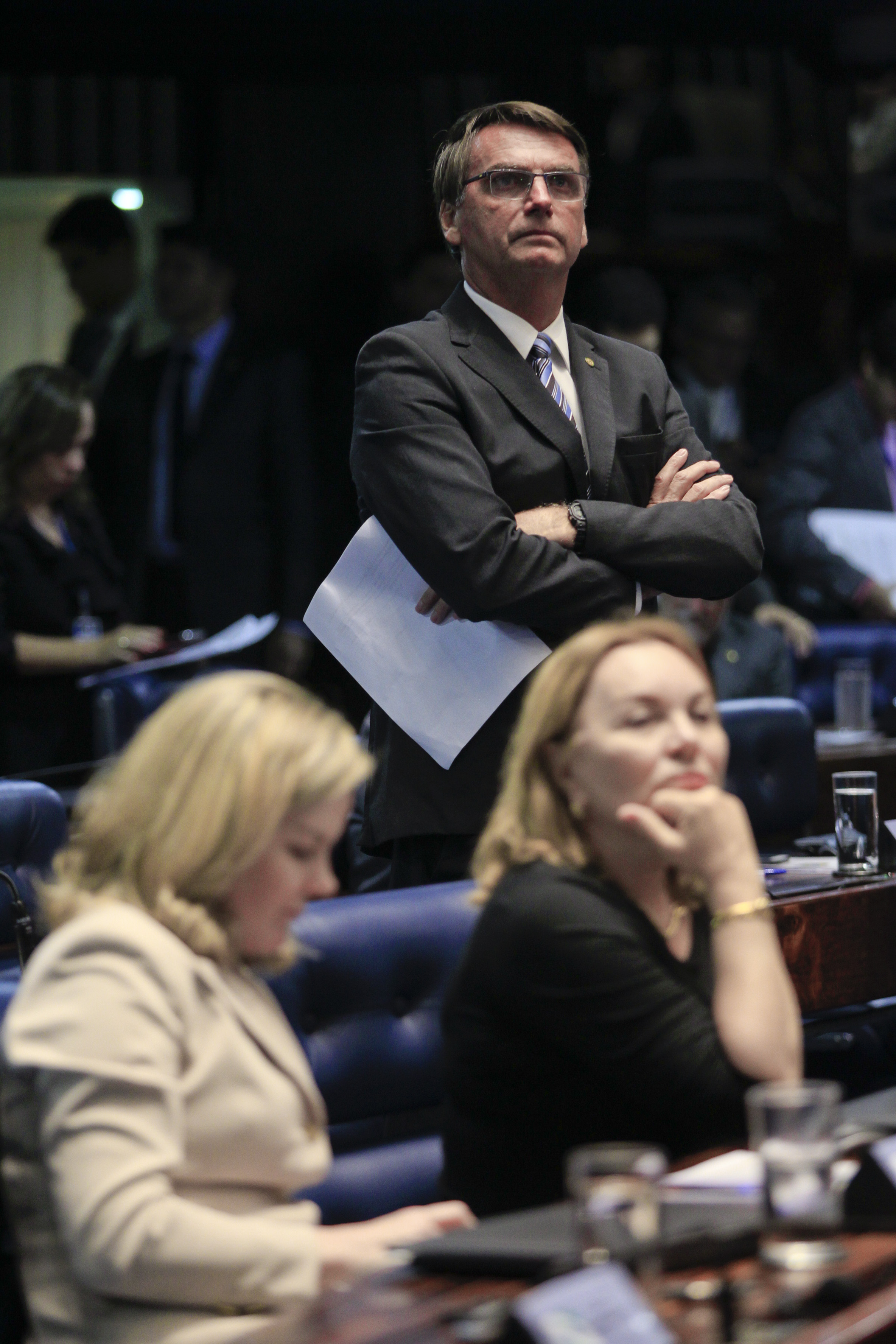
Bolsonaro durante una sesión ordinaria del plenario del Senado.

Bolsonaro, en cerca de 25 años ininterrumpidos en el Congreso logró aprobar dos proyectos de ley y una enmienda: una propuesta de enmienda a la Constitución que prevé emisión de recibos junto al voto en las urnas electrónicas, una propuesta que extiende el beneficio de exención del Impuesto sobre Productos Industrializados (IPI) para bienes de informática y otra que autoriza el uso de la fosfoetanolamina. La enmienda que propuso fue la impresión de un comprobante para evitar fraudes en el conteo electrónico de votos por no existir "ningún país en el mundo" que utilice la misma tecnología que la brasileña, al insinuar que la urna electrónica brasileña no es confiable, a pesar de que el sistema se prueba periódicamente. De acuerdo con el Tribunal Superior Electoral (TSE), esto generaría costos adicionales de cerca de 1.800 millones de reales a las arcas públicas. Bolsonaro justificó la aprobación de una única enmienda alegando que no recibió suficiente apoyo de los demás congresistas por sufrir "discriminación" por poseer ideales derechistas.
Defendió la revocación del Estatuto del Desarme y defendió que el propietario rural tenga derecho a adquirir fusiles para evitar invasiones del Movimiento de los Trabajadores Rurales Sin Tierra. Además, también presentó un proyecto de ley que buscaba la aprobación del proceso de castración química voluntaria como condición para que una persona condenada por violación pueda progresar el régimen de pena.
Bolsonaro condenó públicamente la homosexualidad y se opuso a la aplicación de leyes que otorguen derechos a las personas LGBT, como el matrimonio entre personas del mismo sexo y la adopción de hijos por parejas homosexuales, además de la alteración en el registro civil para transexuales.
Se posicionó de forma contraria a la legalización de las drogas y, en una entrevista dada al programa de televisión CQC en abril de 2011, reiteró afirmaciones anteriores sobre el tema después de que se preguntase cómo reaccionaría si su hijo fuera consumidor de drogas: «Le pegaría, puede estar seguro de eso».
También discrepó de la aplicación de acciones afirmativas, como cuotas raciales para afrobrasileños. En 2006, como forma de protesta contra la formulación de políticas de cuotas en las universidades públicas, el diputado presentó un proyecto de ley complementario en la Cámara de Diputados, proponiendo el establecimiento de cuotas para diputados negros y pardos. Bolsonaro admitió enseguida que, si el proyecto se sometiera a votación, iría contra él.
En varias entrevistas, Bolsonaro se posicionó favorablemente a la institución de la pena de muerte en Brasil para casos de crímenes premeditados pues, según él, «el bandido, él sólo respeta lo que él teme». También se declaró en favor de la reducción de la mayoridad penal, y en 2008 fue el único diputado de Río de Janeiro en votar contra el proyecto de ley para ampliar el uso de armas no letales, justificando que ese tipo de recurso ya es utilizado.
En 2000, Bolsonaro defendió, en una entrevista a la revista IstoÉ, la utilización de la tortura en casos de tráfico de droga y secuestro y la ejecución sumaria en casos de crimen premeditado. Justificó su posicionamiento al decir que «el objetivo es hacer a la persona abrir la boca» y «ser arrebatado para abrir la boquilla». De acuerdo con la entrevista de 2000 concedida a IstoÉ, Bolsonaro todavía defiende la censura, aunque no especificó de qué tipo. A pesar de estas afirmaciones, posteriormente afirmó que nunca fue favorable a la tortura. En entrevista a la rúbrica Dois dedos de prosa del Programa do Ratinho, Bolsonaro fue cuestionado sobre su opinión sobre la unificación de las policías militar y civil. En respuesta el político afirmó que no la apoya, justificando que «la policía civil tiene una función y la policía militar tiene otra», que «si las policías son unificadas, serán quitados los uniformes de ellas», y que «habrá problemas interminables en eso».
Bolsonaro fue el autor de una Propuesta de Enmienda a la Constitución (PEC) que prevé que el Sistema Único de Salud (SUS) realice cirugías de ligadura de trompas y vasectomía en mayores de 21 años que deseen realizar el procedimiento. Bolsonaro argumentó que muchas familias pobres no tienen dinero para hacer cirugías como éstas y tendrían dificultades en realizar una planificación familiar por ese motivo.
En 2016, se posicionó contrario a las diez medidas contra la corrupción, una enmienda articulada principalmente por partidos y parlamentarios involucrados en la Operación Autolavado, para amnistiar crímenes de fondos ilícitos. En octubre de 2016, el parlamentario participó en un evento en Brasilia en apoyo a la liberación de la vaquejada (vaquillada) por el Supremo Tribunal Federal (STF).
En 2017, una cámara lo sentenció a pagar una multa de 50.000 reales (algo más de 16.000 dólares) por los comentarios de índole racista que el político realizó sobre afrodescendientes durante un evento en el club Hebraica de Río de Janeiro, sin embargo días después afirmó que "Los negros no sirven ni como reproductores".
En agosto de ese año fue sentenciado a pagarle 10 000 reales a la política Maria do Rosário, del izquierdista Partido de los Trabajadores (PT). La política habría irrumpido una entrevista que Bolsonaro otorgaba a diferentes medios de comunicación donde condenaba las acciones de "Champinha", un joven de 16 años que había secuestrado, violado y luego asesinado a una pareja de jóvenes. Durante la interrupción María do Rosario acusó a Bolsonaro de ser un violador a lo que él le respondió que "no merecía ser violada" porque es "muy fea".

#### Economía
Bolsonaro apoyó medidas económicas liberales, votó por la apertura del pre-sal, y afirmó que el «libre mercado es la madre de la libertad». Otro ejemplo de apoyo a la liberalización la economía fue cuando en una entrevista declaró que «debe ser privatizado lo máximo que pueda» y explicó por qué se opuso a la privatización de Vale, aunque se ha señalado que su registro de elaboración de políticas no lo mostraba necesariamente como un defensor del liberalismo económico. Tuvo como meta una agenda liberal en lo económico, tomando como referente a Ronald Reagan.
Bolsonaro, aunque crítico del gobierno de PT está a favor de barreras aduaneras.
Bolsonaro ha manifestado públicamente que su principal asesor económico es el economista Paulo Guedes, PhD de la Universidad de Chicago. Según Guedes, uno de los mayores problemas de la Economía de su país es el "Estado disfuncional", sobre el cual señala que "La centralización de recursos y poder acaba corrompiendo la política y estancando la economía. Es un Estado que interfiere en todo e interviene en todo, pero es mínimo en la entrega y máximo en el consumo de recursos". Otra de las preocupaciones centrales de Guedes es la abultada deuda pública de Brasil, que implica una carga anual excesiva de pago de intereses. Por otro lado, Bolsonaro expresó su rechazo a la idea de Guedes de reducir el impuesto a la renta para las personas de mayores ingresos.
El crecimiento acelerado de Bolsonaro en las encuestas para las elecciones presidenciales de 2018 ocasionó un repunte de los mercados, con una recuperación del valor de las acciones locales y del Real. Según algunos analistas esto se debió a la confianza que los inversores tenían en la orientación económica de una eventual presidencia de Bolsonaro.

### Candidatura presidencial de 2018
El 7 de octubre de 2018 fue confirmado como candidato a la segunda vuelta de las elecciones presidenciales después de ganar las elecciones y obtener un 46.03 % con el 100 % de votos contados. Se enfrentó al candidato por el Partido de los Trabajadores, Fernando Haddad (29.28 %). La segunda vuelta de las elecciones tuvo lugar el 28 del mismo mes y Bolsonaro fue elegido presidente (con 55.13 % de los votos) por los próximos 4 años.

#### Protestas

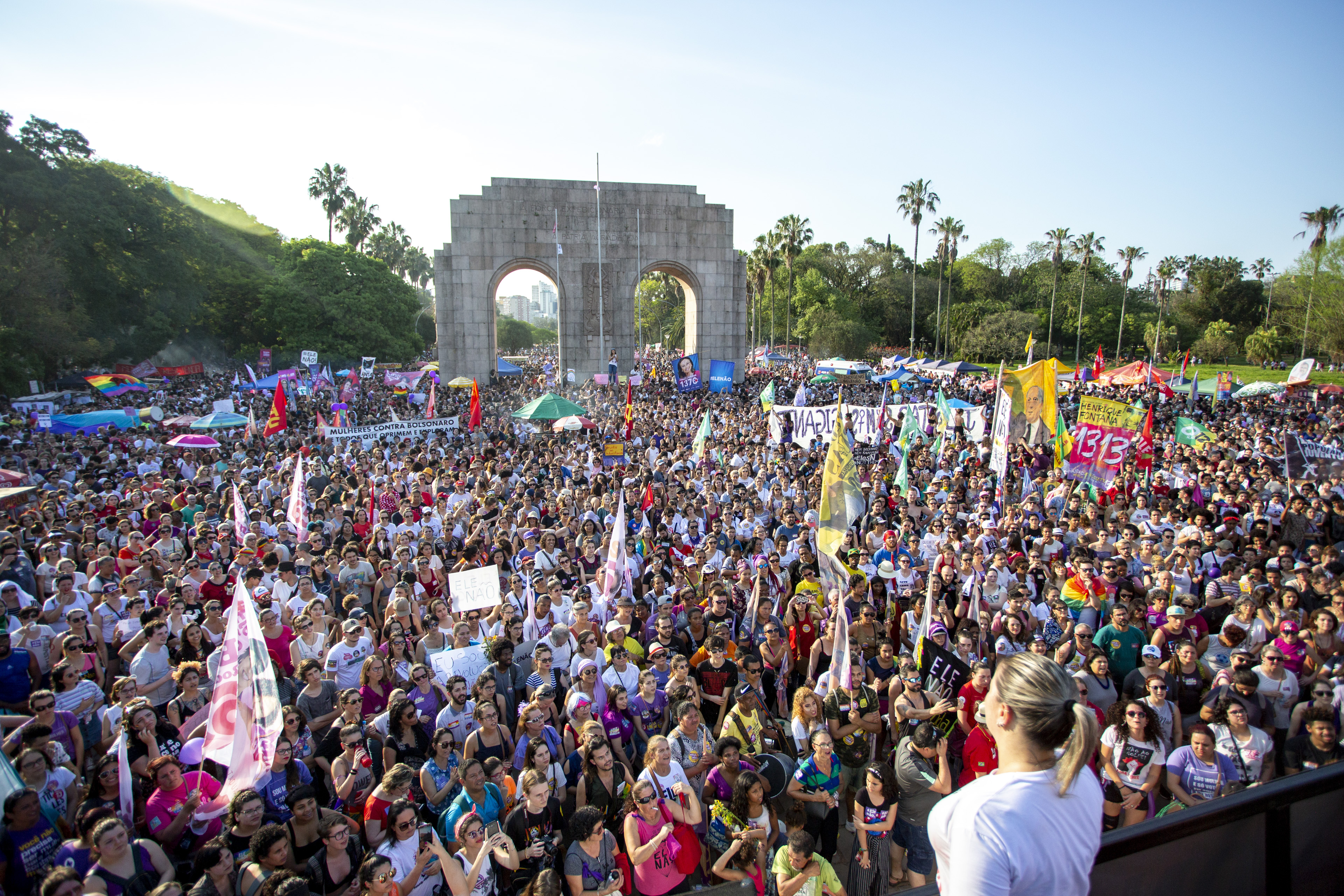
Manifestación contra el candidato a la presidencia Jair Bolsonaro en Porto Alegre, Brasil. 29 de septiembre de 2018.

El 30 de septiembre cientos de miles de personas se manifestaron en múltiples ciudades de Brasil y del mundo, en diversas marchas contra Jair Bolsonaro. Las masivas movilizaciones, agrupadas bajo el lema Ele Não («Él no»), fueron convocadas en su gran mayoría por movimientos de mujeres que, por medio de redes sociales, expresaron su rechazo a las prédicas misóginas, homofóbicas y racistas del exmilitar. Las masivas manifestaciones en repudio a Bolsonaro se repitieron en las calles de más de 80 ciudades de Brasil y en muchas capitales del mundo. En São Paulo, centro de la campaña de Bolsonaro, las protestas congregaron a más de 200.000 personas. En otros centros urbanos, como Belo Horizonte, Recife, Porto Alegre, Curitiba, Fortaleza, Manaos y en casi todas las capitales de estados del país, también se llevaron a cabo importantes marchas. Otros actos contra Bolsonaro se realizaron en varios países del mundo, entre los que se encuentran Alemania, Francia, Argentina y Estados Unidos. Incluso en Mozambique y en Sudáfrica se registraron protestas.

#### Atentado

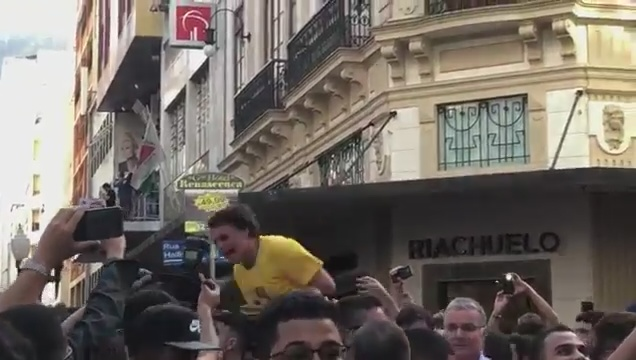
Bolsonaro instantes después de su apuñalamiento

El 6 de septiembre de 2018, durante un acto político en la ciudad de Juiz de Fora, Minas Gerais, y mientras era cargado en el aire, fue apuñalado en la zona del abdomen por Adélio Bispo de Oliveira. El candidato fue atendido inmediatamente y trasladado al hospital Santa Casa de Misericórdia, ingresando con hemorragia interna, tres perforaciones en el intestino delgado y una lesión grave en el intestino grueso. Fue operado con éxito y luego trasladado al hospital Albert Einstein, en São Paulo. El autor del ataque fue detenido por la Policía Federal a continuación de los hechos.
Una vez conocida la situación, los demás candidatos presidenciales suspendieron sus actividades de campaña electoral. El excandidato a la presidencia de Chile, José Antonio Kast, condenó «con fuerza a los que a través de insultos, amenazas y agresiones, pretenden frenar el triunfo de la libertad en toda América Latina». Por su parte, varios integrantes del Partido de los Trabajadores, entre ellos su presidenta, Gleisi Hoffmann, y el candidato a vicepresidente, Fernando Haddad, manifestaron su repudio a los hechos, tratándolos de «lamentables y no propios de una democracia», los debates electorales programados fueron suspendidos.

## Presidencia (2019-2023)

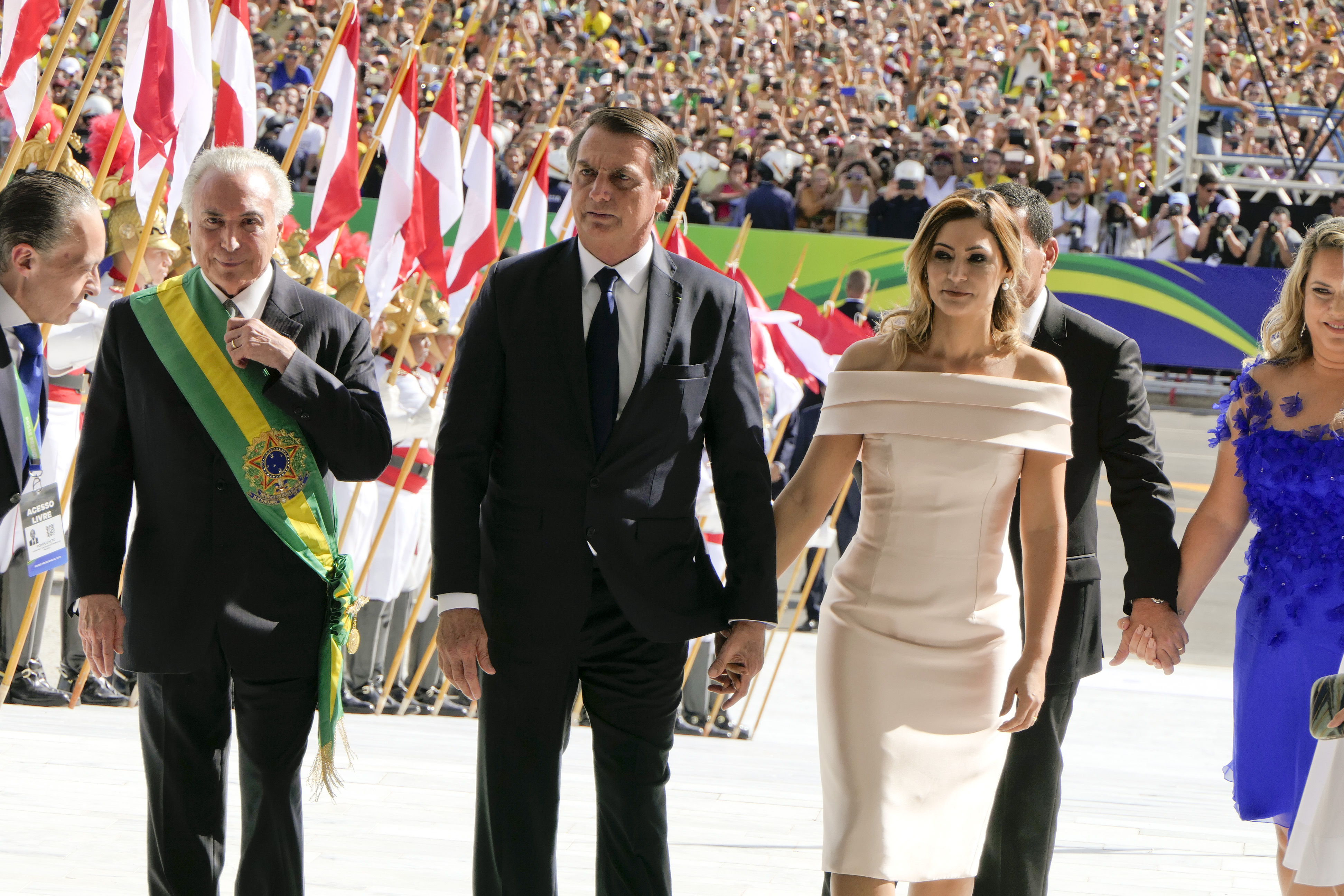
El presidente saliente, Michel Temer, recibe a Bolsonaro en el Palacio de Planato, durante la ceremonia de asunción presidencial.

La ceremonia de inauguración de su mandato tuvo lugar el 1 de enero de 2019. El 3 de enero autorizó en la primera reunión del Consejo de Gobierno la destitución de todos los funcionarios con ideas «comunistas». Además, aprobó la venta de 700,000 inmuebles propiedad del Estado.

### Política interior
En una de sus primeras acciones como presidente, Bolsonaro aumentó el salario mínimo de R$ 954 a R$ 998. A los pocos días de asumir el cargo, Bolsonaro transfirió los deberes de reforma agraria de la Fundación Nacional Indígena (FUNAI) al Ministerio de Agricultura. La mayoría de las tareas restantes previamente asignadas a FUNAI ahora forman parte del Ministerio de la Mujer, la Familia y los Derechos Humanos.

#### Economía y comercio
| Año  | Evolución del PBI | Inflación |
| ---- | ----------------- | --------- |
| 2019 | 1,1               | 4,31%     |
| 2020 | -4,1%             | 4,52%     |
| 2021 | 4,7%              | 10,06%    |
| 2022 | 2,9%              | 5,79%     |

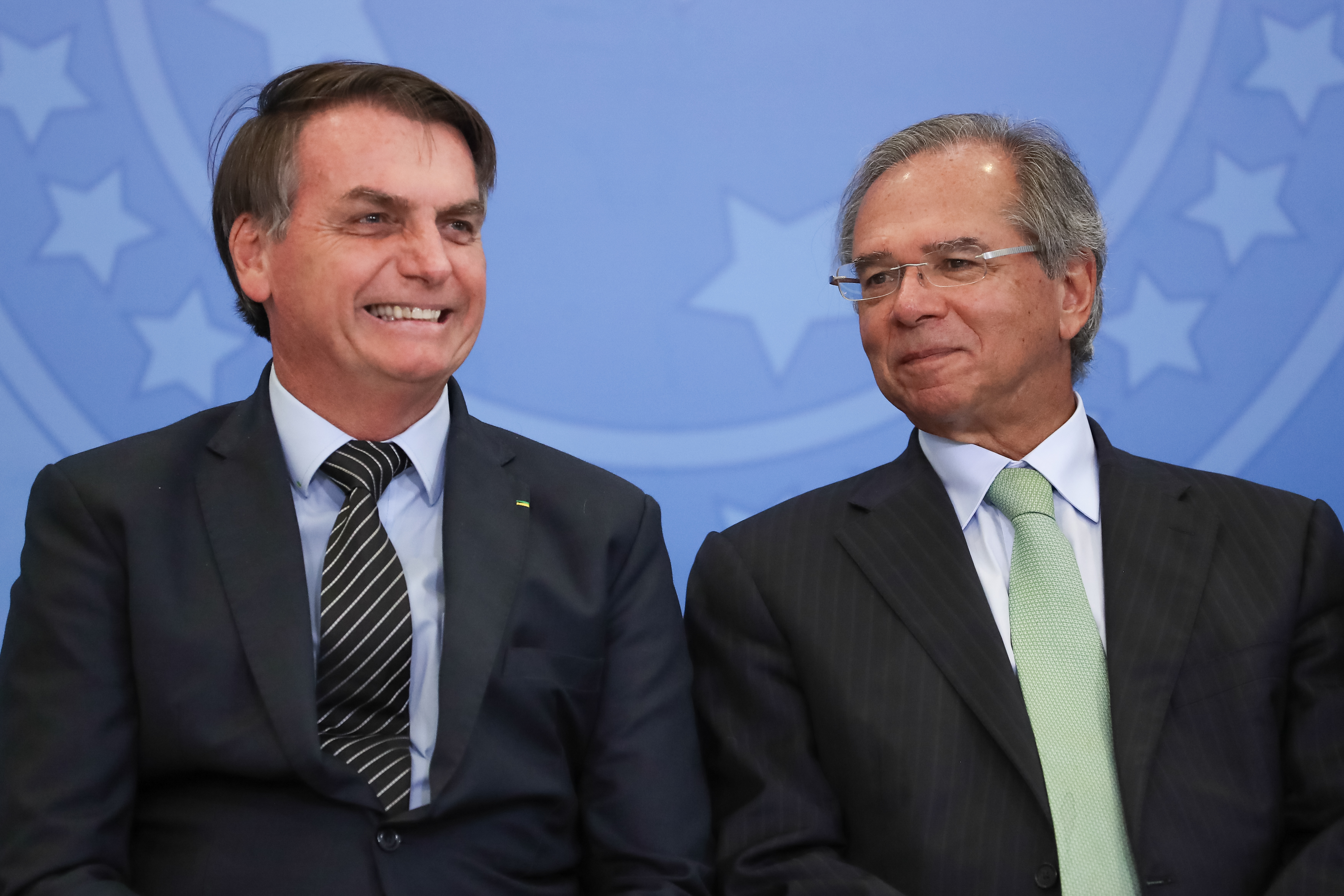
Bolsonaro con su ministro de economía, Paulo Guedes

En julio de 2019, el Banco Central de Brasil redujo las tasas de interés del país del 6,5 % al 6,0 %. Poco después, el 18 de septiembre, el Banco Central recortó la tasa nuevamente, situándola en 5,5 % anual. En septiembre, la economía brasileña contó con una deflación de 0,04 %, la tasa más baja para ese mes desde 1998, mientras que la inflación durante los primeros nueve meses del año se ubicó en 2,49 %. El 30 de octubre, el Banco Central redujo nuevamente en un 0,5 % la tasa de interés anual, posicionándola en 5,0 %, en un esfuerzo por recuperar la economía de la nación. Estos recortes de la tasa de interés en 2019, la colocaron en las cifras más bajas históricas desde la creación de la llamada tasa Selic en 1986. El 18 de noviembre, el real se devaluó frente al dólar estadounidense alcanzando un máximo de R$ 4,20 por dólar por primera vez en su historia, desde la creación del Plan Real en 1994. En julio de 2022 la economía brasileña contó con una deflación de 0,68 %, la menor tasa desde enero de 1980 cuando comenzaron las mediciones mensuales del Índice Nacional de Precios al Consumidor Amplio. Esta deflación estuvo principalmente motivada por la reducción de impuestos al sector de combustibles y energía eléctrica. En el mes siguiente, la deflación sería de 0,36 %.

#### Posesión de armas
El presidente Bolsonaro emitió un decreto para facilitar la posesión de armas en Brasil el 15 de enero de 2019. El decreto, firmado por Bolsonaro en un evento en el Palacio de Planalto, extiende el período de propiedad válido de cinco a diez años y permite a los ciudadanos poseer hasta cuatro armas de fuego. El decreto disminuye las restricciones para la posesión de armas, pero no afecta las de portar armas. Para poseer un arma de fuego, un ciudadano deberá presentar prueba de la «existencia de un lugar seguro o seguro para el almacenamiento» del arma en el hogar. Los requisitos de posesión, como aprobar cursos de capacitación y verificación de antecedentes, permanecen, al igual que el requisito de edad mínima de 25 años.

#### Educación
El gobierno de Bolsonaro preparó un proyecto de ley para regular la educación en los hogares en Brasil, con los requisitos mínimos que deben cumplir los padres o tutores legales, como el registro en una plataforma a desarrollar por el Ministerio de Educación y la posibilidad de realizar evaluaciones. En 2018, sin embargo, el Tribunal Supremo Federal (STF) decidió no reconocer la educación desde casa, ya que no existe una disposición constitucional en el país sobre el tema. Durante la discusión en el STF, la Procuradoría General de la Unión (AGU) y el fiscal general de la República expresaron su oposición a la educación desde casa.
El 3 de abril de 2019, el entonces ministro de Educación, el colombiano Ricardo Vélez, afirmó que los libros de texto de historia se someterían a una revisión para que los niños "puedan tener una idea verdadera, real de cuál fue su historia" y citó como ejemplo. el golpe de 1964, que calificó de "constitucional", y la dictadura militar, que dijo era "un régimen democrático de fuerza". El discurso del ministro irritó a la dirección militar al crear un "desgaste innecesario". El 8 de abril de 2019 Vélez fue destituido del MEC por "falta de pericia y gestión" que, por tanto, derivó en la acumulación de problemas internos de la cartera.
En mayo de 2019 el gobierno anunció un recorte, luego renombrado como congelamiento, del 30 % del presupuesto educativo para las universidades e institutos federales. En un principio el ministro del área, Abraham Weintraub, había anunciado que la medida era para solo tres universidades que organizaron debates con figuras de izquierda, sin embargo, el mismo día se extendió a todas las instituciones. Los estudiantes y profesores protestaron por los recortes educativos en distintas ciudades durante las semanas siguientes. El presidente Bolsonaro ha apoyado el proyecto «Escola sem Partido» (ESP), que alienta a los estudiantes realizar filmaciones de profesores acusados de «adoctrinamiento».
A fines de abril, la nueva administración del Ministerio de Educación, a cargo de Abraham Weintraub, anunció el bloqueo del 30% en el financiamiento de las instituciones educativas federales, entre las 60 universidades y los casi 40 institutos de todo el país. Inicialmente, el ministro había anunciado el recorte de fondos de UFF, UFBA y UnB, que, según él, "están exagerando". Posteriormente, el recorte se extendió a todas las universidades federales. Según la Asociación Nacional de Gerentes de Instituciones Federales de Educación Superior (Andifes), la contingencia alcanzó el 20% del presupuesto de costos (es decir, mantenimiento, limpieza, servicios de seguridad, entre otros) y el 90% del presupuesto de inversión (costos de una obra, renovación o construcción, entre otros). Estos costos, para el gobierno, se consideran gastos discrecionales, es decir, no son obligatorios, correspondiendo el bloque a alrededor del 3,5% del presupuesto total, que estaría "asegurado" para ser liberado después de septiembre. En mayo, el MEC anunció que también estaba estudiando inversiones "descentralizadoras" en cursos de filosofía y sociología, lo que movilizó un manifiesto contrario a la propuesta firmada por representantes de universidades de renombre mundial, como Harvard, Yale, MIT, Oxford, Cambridge, Sorbonne, Columbia y Berkeley.

#### Medio ambiente

La tasa de deforestación en Brasil aumentó un 72% durante el mandato de Bolsonaro.

El mandatario consideró la posibilidad de extinguir el Ministerio de Medio Ambiente, idea que cobró fuerza en noviembre durante el gobierno de transición, pero retrocedió en la decisión. Sin embargo, el departamento de Educación Ambiental del Ministerio del Ambiente fue incorporado por la Secretaría de Ecoturismo, mientras que el Servicio Forestal Brasileño fue transferido del Ministerio del Ambiente al de Agricultura.
En abril de 2019, Bolsonaro fue seleccionado por la revista Time como una de las cien personas más influyentes del mundo ese año. En resumen, la revista describe a Bolsonaro como un personaje complejo, que por un lado representaría una ruptura en una secuencia de una década de corrupción y la "mejor oportunidad en una generación" para aprobar reformas económicas que puedan calmar la creciente deuda. Por otro lado, la revista destaca el carácter polémico de Bolsonaro, calificándolo como símbolo de "masculinidad tóxica" y de "ultraconservadurismo homofóbico", que también podría revertir el avance brasileño en materia de cambio climático.
Durante el mes de agosto de 2019, diferentes incendios en la Amazonía se convirtieron en el foco de intensas críticas a las políticas de Bolsonaro sobre el área de la selva tropical. Brasil registró más de 72.000 incendios en 2019, un aumento del 84% con respecto al mismo período en 2018. En cinco días, en agosto, hubo 7.746 incendios. La preocupación llevó a Angela Merkel a apoyar la solicitud de Emmanuel Macron de colocar el tema de los incendios en la Amazonía en la agenda de la cumbre del G7, luego de que el presidente francés dijera que la situación representaba una crisis internacional. En respuesta, el presidente Jair Bolsonaro, que irónicamente se hacía llamar "Capitán Motosierra", acusó a Macron de tener una "mentalidad colonialista" y le dijo que se mantuviera al margen de los asuntos brasileños. "No podemos aceptar que un presidente, Macron, lance ataques infundados y gratuitos en la Amazonía, ni que disfrace sus intenciones detrás de la idea de una 'alianza' de países del G-7 para 'salvar' la Amazonía, como si fuesen colonias o tierras de nadie”. Después de eso, el gobierno de Bolsonaro lanzó una campaña global de relaciones públicas para tratar de convencer al mundo de que todo está bajo control. Bolsonaro dijo que «en mi opinión pudo haber sido impulsado por ONGs, porque perdieron dinero, ¿cuál es la intención? Traer problemas para Brasil» señalando falsamente que Leonardo DiCaprio habría financiado la quema del Amazonas.

#### Postura ante la pandemia COVID-19

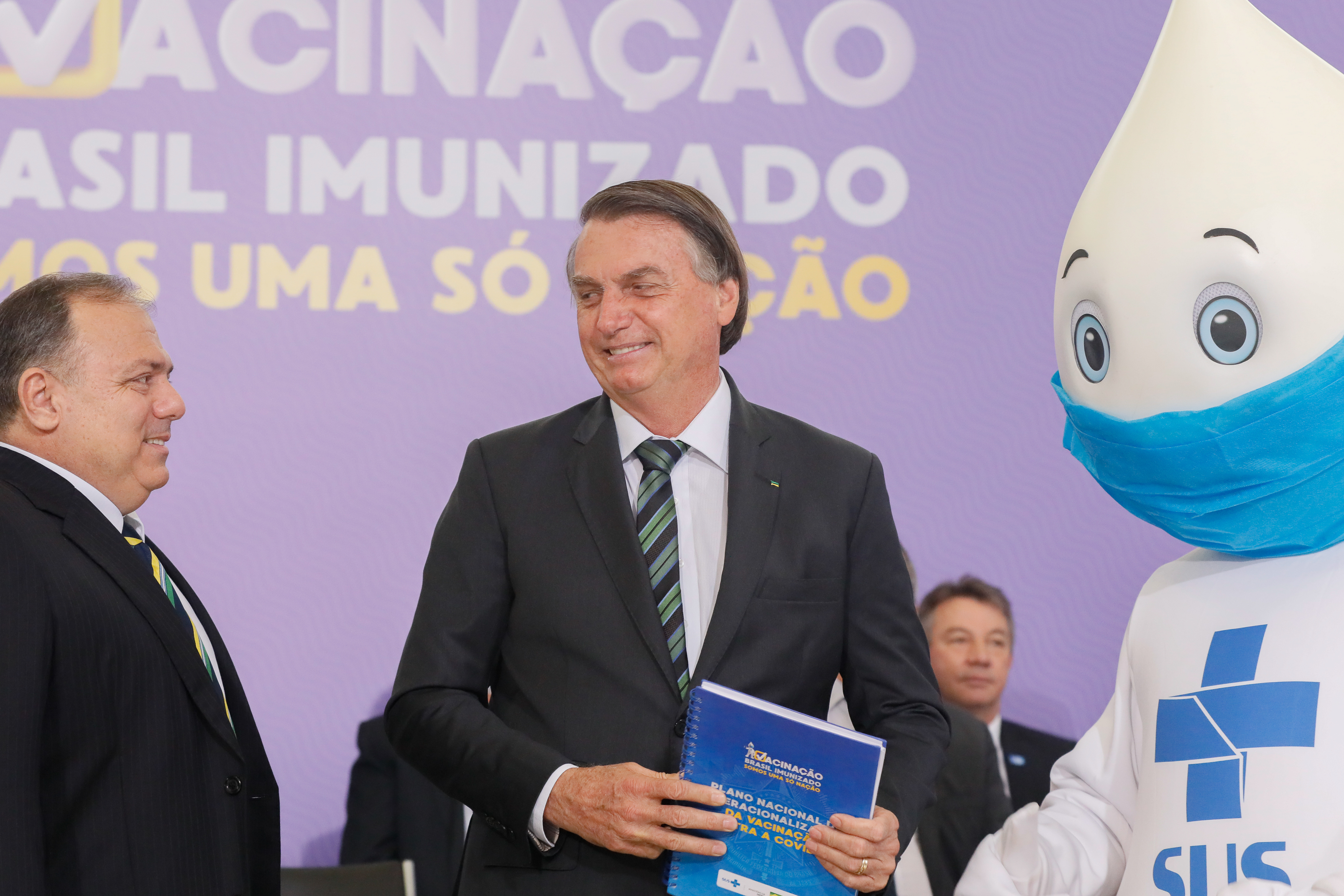
El presidente Bolsonaro junto a la mascota de la vacunación en Brasil Zé Gotinha.

Luego de participar en las manifestaciones a su favor que tuvieron lugar el 15 de marzo de 2020, incluso en medio de la pandemia del COVID-19, Bolsonaro dijo que, aunque era una situación preocupante, hay un "sobredimensionamiento" e "histeria" en relación con la situación del coronavirus. Fue criticado por varias autoridades por incitar a romper el aislamiento y salir a la calle, acto que fue calificado de "atentado a la salud pública" por Rodrigo Maia, presidente de la Cámara de Diputados, y de "conducta intrascendente" de Davi Alcolumbre, presidente del Senado.
El 18 de marzo, Bolsonaro respondió a las críticas diciendo: "Yo, como Jefe del Ejecutivo, el líder más grande de la nación brasileña, tengo que estar al frente, con mi gente. No se sorprenda si me ve, en los próximos días, subirme al abarrotado metro de São Paulo (SP), subirme a una barcaza en el cruce Rio-Niterói en horas pico; o en bus en Belo Horizonte (MG). Lejos de la demagogia y el populismo. Es una demostración de que estoy del lado de la gente, en la alegría y en la tristeza”. Esta postura resultó contraria a las recomendaciones del ministro de Salud, Luiz Henrique Mandetta, quien siempre defendió el aislamiento social para evitar el rápido crecimiento de casos de infección por el virus.
El 17 y 18 de marzo hubo enfrentamientos contra Bolsonaro en ciudades como São Paulo, Río de Janeiro, Recife, Belo Horizonte, Brasilia, Fortaleza, Salvador, Porto Alegre, Natal, Florianópolis y Curitiba, entre otras, debido a la postura de Presidente brasileño en relación con la pandemia. También hubo, en un número mucho menor, manifestaciones favorables a Bolsonaro. El acto se repitió entre el 19 y el 21 de marzo. Hablando el 19 de marzo, dijo que los actos son parte de la "democracia" y que no será un "pequeño agarre" lo que lo derribará. Según una encuesta de la consultora Atlas Político, el 64% de los brasileños rechaza la forma en que el gobierno está afrontando la crisis ante la nueva pandemia de coronavirus.

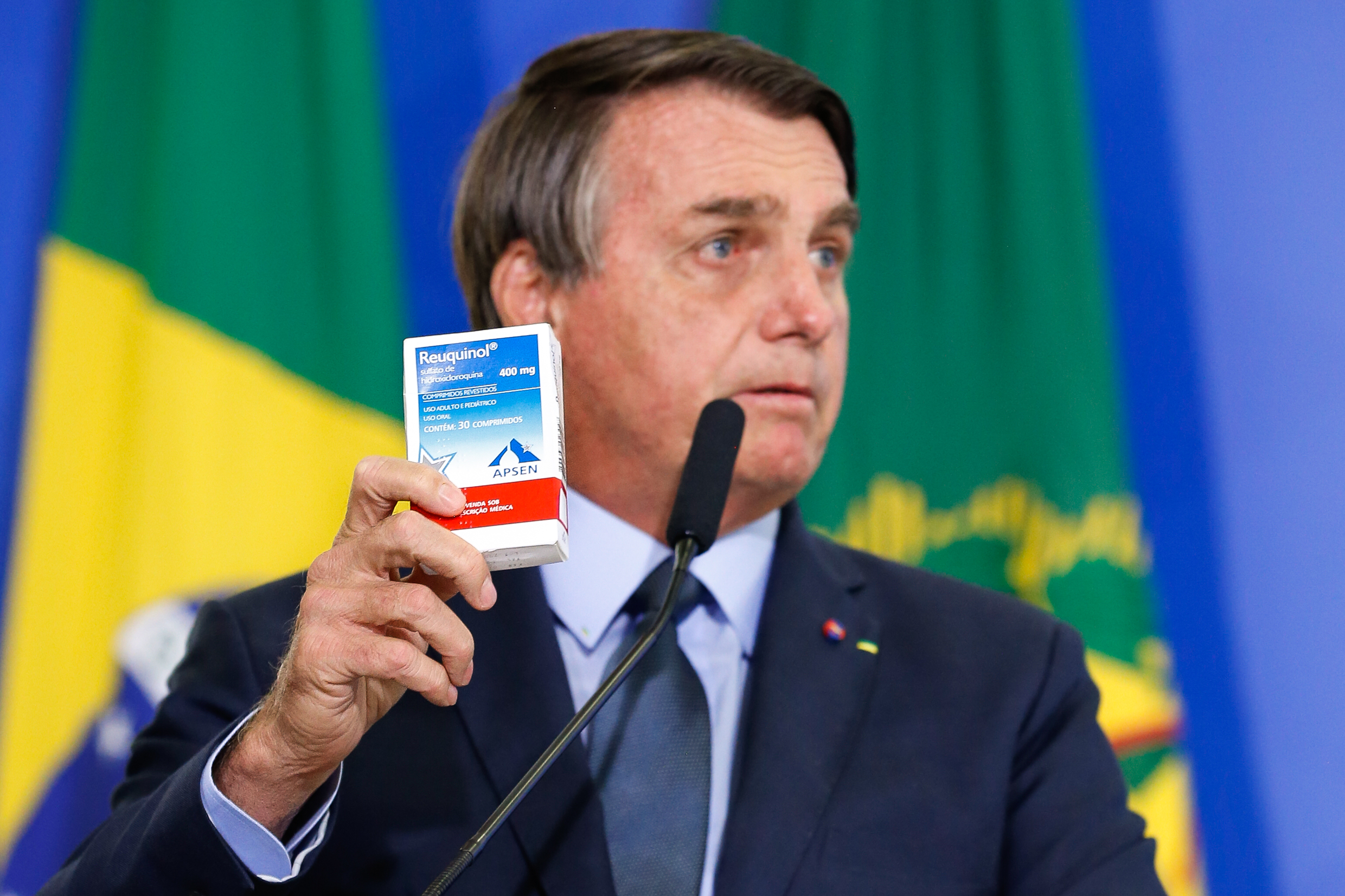
Jair Bolsonaro muestra una caja de hidroxicloroquina

En julio, después de padecer fiebre, dolor muscular y malestar, Bolsonaro dio positivo por coronavirus. Sin embargo, informó que su fiebre habría disminuido, atribuyendo la mejoría a la hidroxicloroquina. En el mismo mes exhibió una caja de cloroquina para emúes que vivían en el Palácio do Alvorada, además de conducir una motocicleta sin máscara, hablando con barrenderos en la calle mientras estaba contaminado. Por su postura frente a la enfermedad, recibió, junto con otros ocho representantes, el Premio IgNobel de Educación Médica en 2020. IgNobel es un premio anual que se otorga de manera humorística a los autores de experimentos, descubrimientos y estudios inusuales.
La compañía se eximió de responsabilidad en caso de efectos secundarios de la vacuna, que Bolsonaro dijo retóricamente podría convertir a alguien en un cocodrilo y no serían responsables.
"Allí, en el contrato de Pfizer, está muy claro que nosotros (Pfizer) no somos responsables de ningún efecto secundario. Si te conviertes en cocodrilo, el problema es tuyo ... Y lo que es peor, alterar el sistema inmunológico de las personas." — Bolsonaro, durante el discurso en Porto Seguro.
En octubre de 2020, luego de que el gobernador João Doria anunciara una asociación entre el Instituto Butantã y la empresa china Sinovac para producir Coronavac, una vacuna contra el COVID-19, Bolsonaro obligó al ministro Eduardo Pazuello a cancelar, dentro del gobierno federal, la compra de la vacuna. Bolsonaro criticó repetidamente a Coronavac, cuestionando su efectividad y su origen chino, además de celebrar cuando las pruebas fueron suspendidas por un breve período como resultado del suicidio de uno de los participantes, diciendo: "Una vez más que gana Jair Bolsonaro ". Doria criticó la postura de Bolsonaro frente a la pandemia y ambos libraron una "guerra de vacunas". En agosto de 2020, Bolsonaro emitió una Medida Provisional (MP) que preveía la asignación de dos mil millones de reales para la producción de una vacuna contra COVID-19 en una asociación entre Fiocruz y la compañía farmacéutica AstraZeneca y la Universidad de Oxford. En diciembre, Bolsonaro emitió otro MP que estipulaba la apertura de un crédito de veinte mil millones de reales para la compra de vacunas.
En enero de 2021, Bolsonaro anunció que su gobierno compraría dosis de Coronavac, a pesar de su intensa campaña contra el inmunizador. La Agencia Nacional de Vigilancia Sanitaria aprobó AZD1222 y Coronavac el 17 de enero, el mismo día en que se inició la vacunación en Brasil, en una ceremonia realizada por el gobierno de São Paulo. La llegada de la vacuna Oxford / AstraZeneca se retrasó y, el 18 de enero, Bolsonaro clasificó a Coronavac como "la vacuna de Brasil", revirtiendo su etiqueta anterior, que era "la vacuna china de João Doria". En este contexto, el inicio de la vacunación en São Paulo fue un importante fracaso político para Bolsonaro. En un editorial, el Estado de São Paulo señaló que "Brasil debe ser el único país donde la vacuna fue derrotada por el presidente".
Tras el colapso de hospitales en Manaos en enero de 2021, Bolsonaro se convirtió en blanco de protestas por parte de la población. Los pedidos de acusación, tanto de la población, como de políticos de derecha e izquierda, también se intensificaron en las manifestaciones. En el mismo mes, la "puntuación de juicio político" resurgio, utilizado por el Movimiento Vem Pra Rua para consultar la opinión de los políticos, lo que resultó en la destitución de Dilma Rousseff. Debido a la crisis en Manaus, 119 diputados (de Rede, PSB, PT, PCdoB y PDT) presentaron una solicitud de juicio político contra el presidente.
A fines de febrero de 2021, Brasil alcanzó el récord de 250 mil muertes por COVID-19. Unos días después, con la pandemia registrando un aumento acelerado de muertes y el colapso del sistema de salud de varios estados, Bolsonaro declaró: "Basta de sensiblerías y hacerse la víctima. ¿Cuánto tiempo estarán llorando?". Para el mandatario, no era necesario adoptar medidas restrictivas ya que "la actividad esencial es todo lo que se necesita para que un sostén de familia lleve el pan a casa".
En abril de 2021, un análisis de investigadores en humanidades del Instituto Nacional de Investigación y Promoción de los Derechos Humanos (INPPDH) señala que las acciones negacionistas del presidente Jair Bolsonaro contra la pandemia de Covid-19 en Brasil podrían ser consideradas como genocidio.
El CPI COVID-19, una comisión parlamentaria de investigación que investiga supuestas omisiones e irregularidades en los gastos del Gobierno de Bolsonaro durante la pandemia COVID-19 en Brasil, fue creada el 13 de abril de 2021 e instalada oficialmente en el Senado Federal el 27 de febrero de 2021.

#### Espionaje a opositores
El director de la Policía Federal de Brasil, Andrei Rodrigues, declaró en enero de 2024 que una investigación realizada había revelado el espionaje masivo de opositores, diciendo que «unas 30.000 personas, fueron vigiladas clandestinamente, es decir, ilegalmente» durante el gobierno de Bolsonaro a través de la Agencia Brasileña de Inteligencia (ABIN).

### Política exterior
El ministro de Asuntos Exteriores, Ernesto Araújo, había esbozado cinco medidas para los primeros 100 días de la administración de Bolsonaro. Las dos primeras fueron visitas oficiales del presidente Bolsonaro a Estados Unidos e Israel; el tercero fue revisar las políticas del Mercosur; el cuarto fue restaurar el escudo de armas a la tapa del pasaporte brasileño; y el quinto fue terminar con los requisitos de visa para ciudadanos estadounidenses y canadienses.
Durante la campaña presidencial de 2018, Bolsonaro dijo que haría cambios considerables en las relaciones exteriores de Brasil y dijo que «Itamaraty debe estar al servicio de los valores que siempre estuvieron asociados con el pueblo brasileño». También dijo que el país debería dejar de «alabar dictaduras» y «atacar democracias importantes como Estados Unidos, Israel e Italia». A principios de 2018, afirmó que su «viaje a los cinco países democráticos: Estados Unidos, Israel, Japón, Corea del Sur y Taiwán demostró quiénes seremos y nos gustaría unirnos a las buenas personas». Bolsonaro ha mostrado desconfianza hacia China a lo largo de la campaña presidencial alegando que «[quieren] comprar Brasil», aunque Brasil registró un superávit comercial de $ 20 mil millones de dólares con China en 2018, y China es solo la 13.ª fuente más grande de inversión extranjera directa en Brasil. Bolsonaro dijo que desea continuar haciendo negocios con China, pero que Brasil debería «hacer mejores acuerdos [económicos]» con otros países, sin una «agenda ideológica» detrás de esto. Su postura hacia China también ha sido interpretada por algunos como un intento de favorecer a la administración Trump para obtener concesiones de los Estados Unidos.
Tras ser electo se fijaron los primeros viajes internacionales que haría como presidente, a Chile, Estados Unidos e Israel. Bolsonaro afirmó durante la campaña que el Estado de Palestina «no es un país, por lo que no debería haber una embajada aquí», y agregó que «no se negocia con terroristas». La declaración recibió la condena de la Liga Árabe, que advirtió a Bolsonaro que podría dañar los lazos diplomáticos.
Al inicio de su mandato, participó en el Foro Económico Mundial, donde presentó al mundo este nuevo Brasil. Sin embargo, la comunidad global consideró su discurso como provinciano y lo acusó de haber esquivado temas relevantes como el cambio climático.

#### Mercosur
A pesar de que el ministro de Economía de Brasil, Paulo Guedes amenazó con dejar el Mercosur si el peronismo ganaba las elecciones de Argentina, Brasil siguió en el bloque tras la victoria del candidato peronista, Alberto Fernández, aunque Guedes declaró que no dejaría que el grupo se convierta en una herramienta ideológica.
Desde el 8 de julio de 2021 hasta el 18 de diciembre de 2021 ocupó la presidencia pro tempore. Bolsonaro tuvo como fin prioritario la rebaja de la tarifa externa común para su país.

Si bien apoyó el acuerdo comercial del Mercosur con la Unión Europea, fue el principal culpable del retraso del acuerdo debido al rechazo del Parlamento Europeo que exigía una serie de alteraciones en el texto original relacionadas al tema del medio ambiente, debido a la política ambiental negativa de Bolsonaro. 

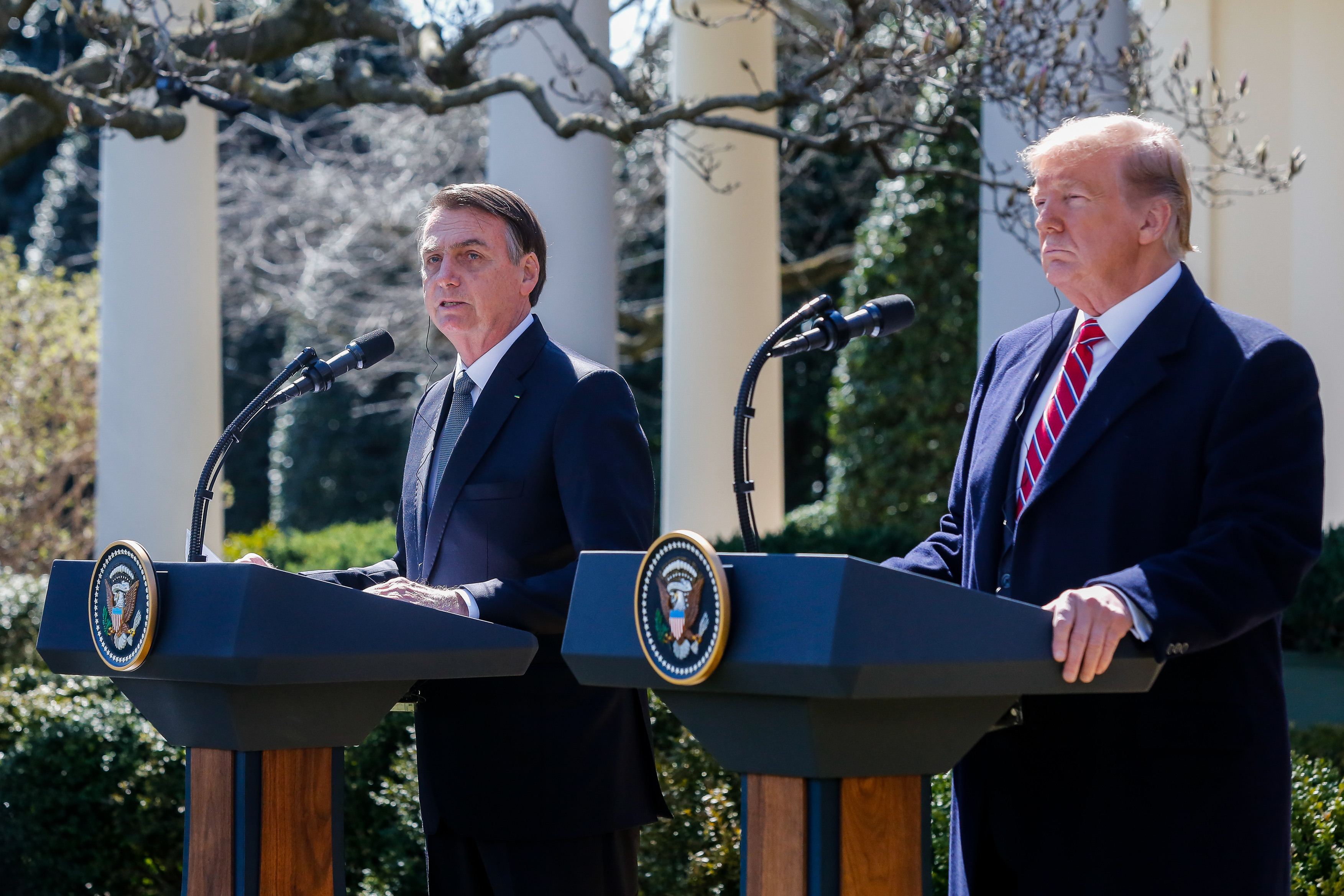
Bolsonaro y Donald Trump

#### Estados Unidos
El 19 de marzo de 2019 visitó Estados Unidos y se reunió con el presidente Donald Trump. Ambos mandatarios anunciaron su apoyo al presidente interino de Venezuela, Juan Guaidó por sobre Nicolás Maduro.

#### Israel

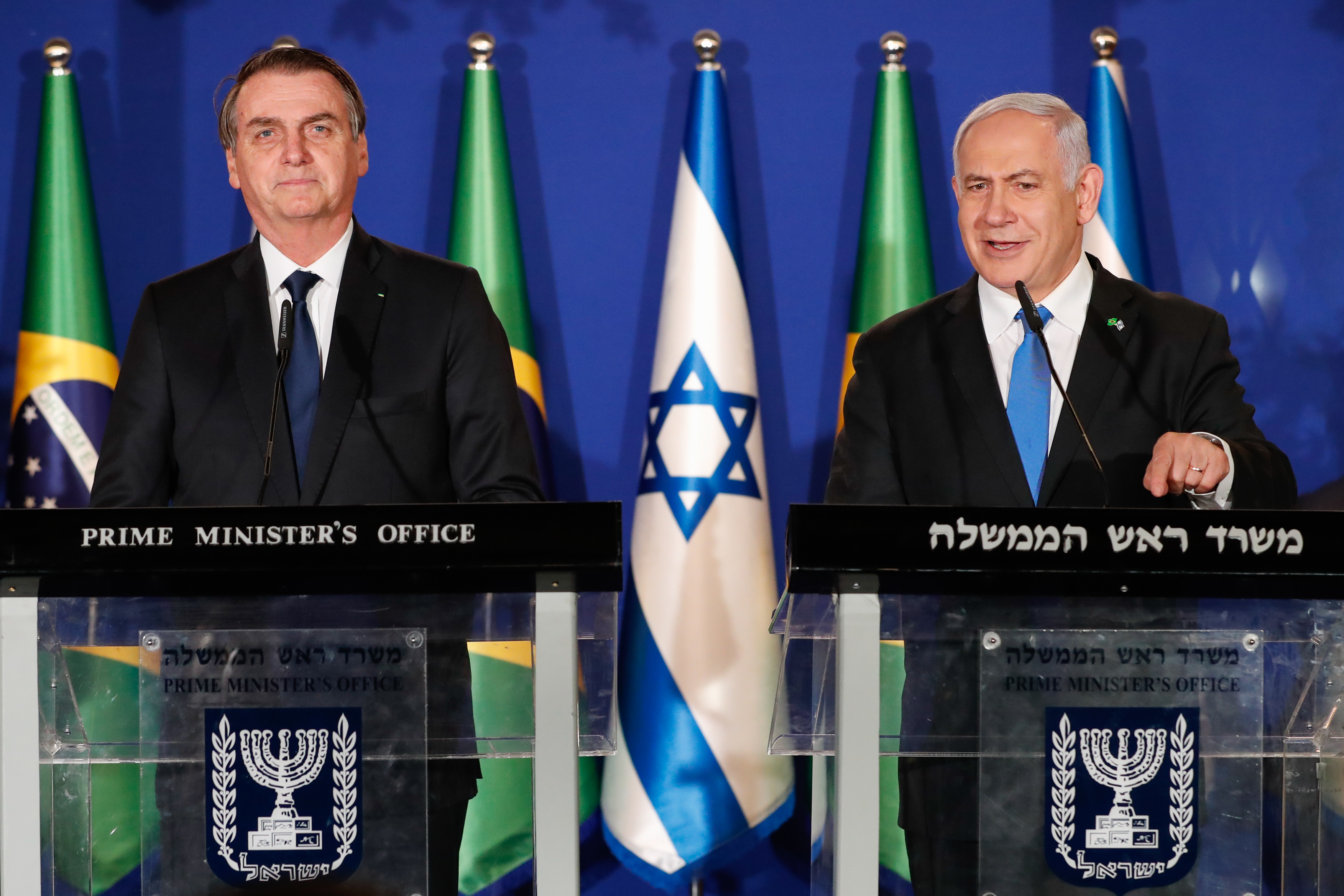
Bolsonaro y Netanyahu

El 31 de marzo de 2019 viajó a Israel y fue recibido por Netanyahu.En la ceremonia de bienvenida Bolsonaro dijo «Amo a Israel» en hebreo. Allí, el ministro de Relaciones Exteriores, Yisrael Katz, le agradeció por la apertura de la oficina diplomática de Brasil en Jerusalén, y afirmó que Brasil y su país «son verdaderos amigos que comparten valores comunes».
Bolsonaro se convirtió en el primer jefe de Estado que visitó el Muro de las Lamentaciones acompañado del primer ministro israelí Netanyahu.

#### Argentina

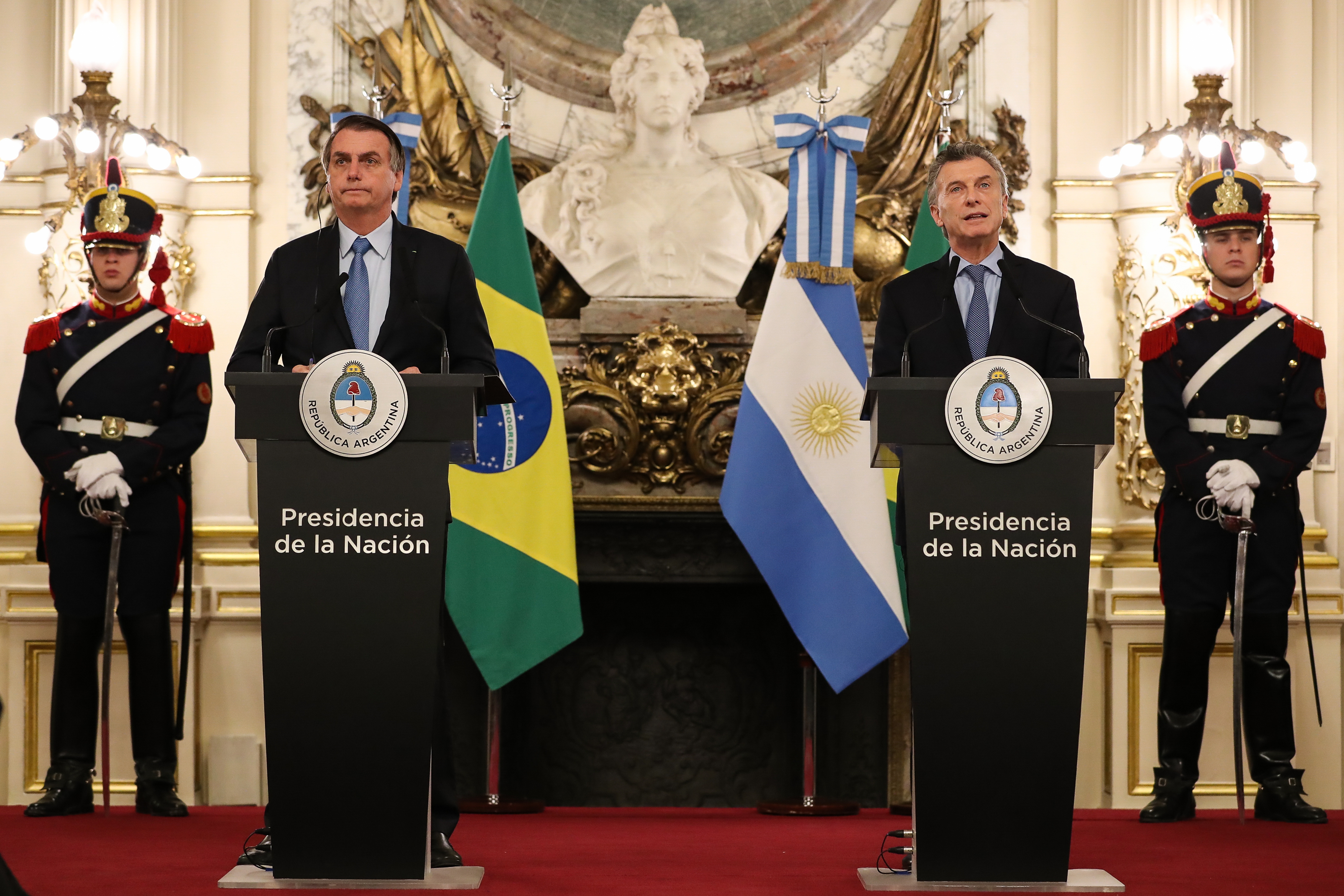
Bolsonaro y Macri

El presidente argentino, Mauricio Macri, fue el primer líder extranjero recibido por Bolsonaro en una visita de Estado a Brasilia. Durante la campaña electoral Bolsonaro elogió a Macri por poner fin a los 12 años de gobiernos kirchneristas y comparó a Cristina Fernández de Kirchner con Dilma Rousseff.
Mantuvo una buena relación con Macri y lo apoyó de cara a las elecciones presidenciales de 2019. Sin embargo, la victoria del candidato opositor, Alberto Fernández, llevó a un congelamiento de las relaciones diplomáticas. Según el presidente argentino, Bolsonaro llevó una política «desafiadora, agresiva y violenta» y lo culpó del deterioro de las relaciones por su actitud.

#### Venezuela

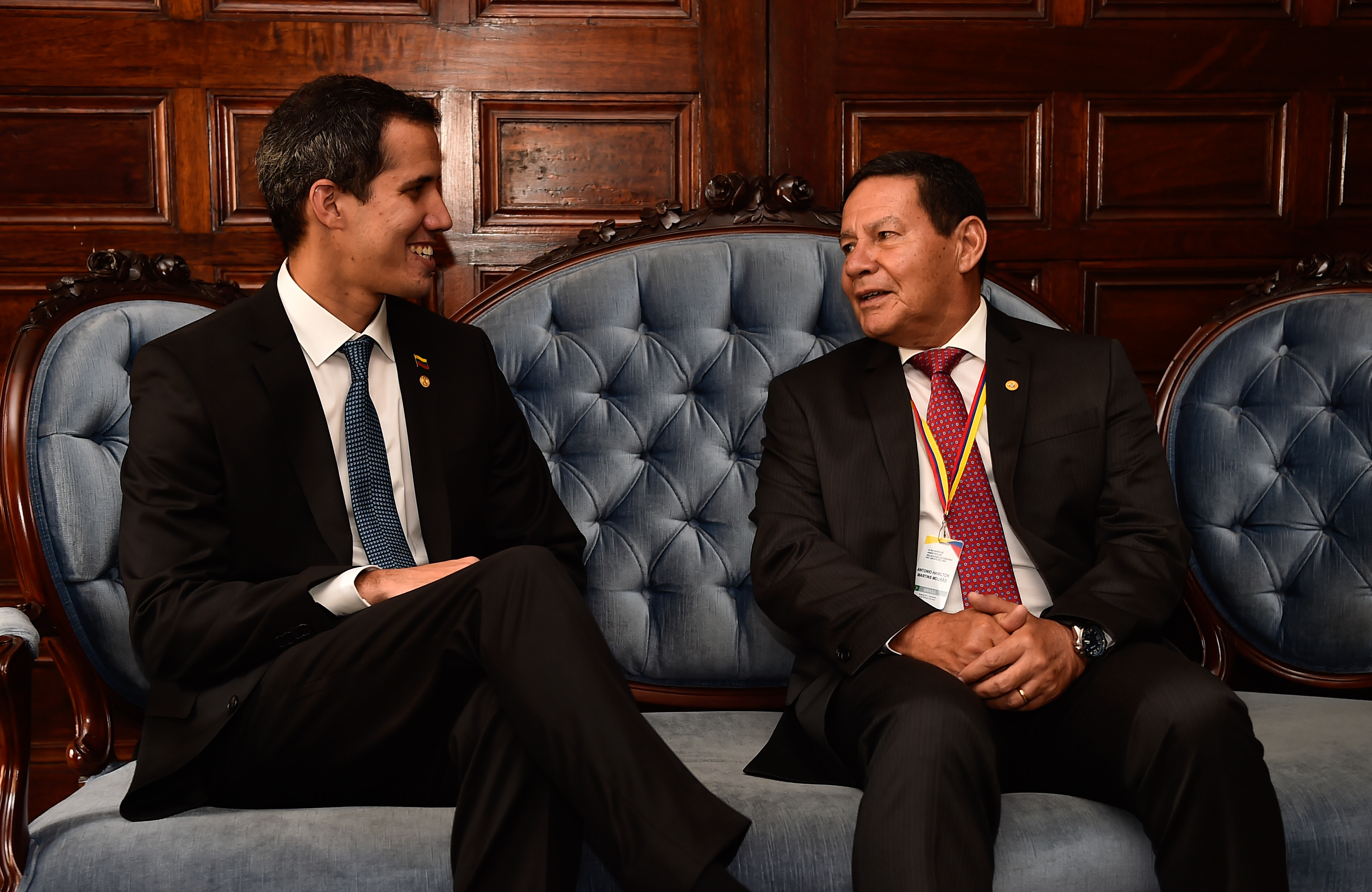
El vicepresidente Hamilton Mourão y Juan Guaidó

Durante su administración, Brasil reconoció el mandato interno de Juan Guaidó en Venezuela. El 1 de marzo de 2019 lo recibió en el Palacio de Planalto y responsabilizó a los anteriores gobiernos del Partido de los Trabajadores por la actual crisis venezolana.
El 4 de junio de 2019 recibió las credenciales de la embajadora designada por Guaidó en Brasil.
Como favor al presidente electo Lula da Silva, levantó la prohibición de entrada a Brasil a Nicolás Maduro, así podía asistir a la investidura presidencial.

#### Chile

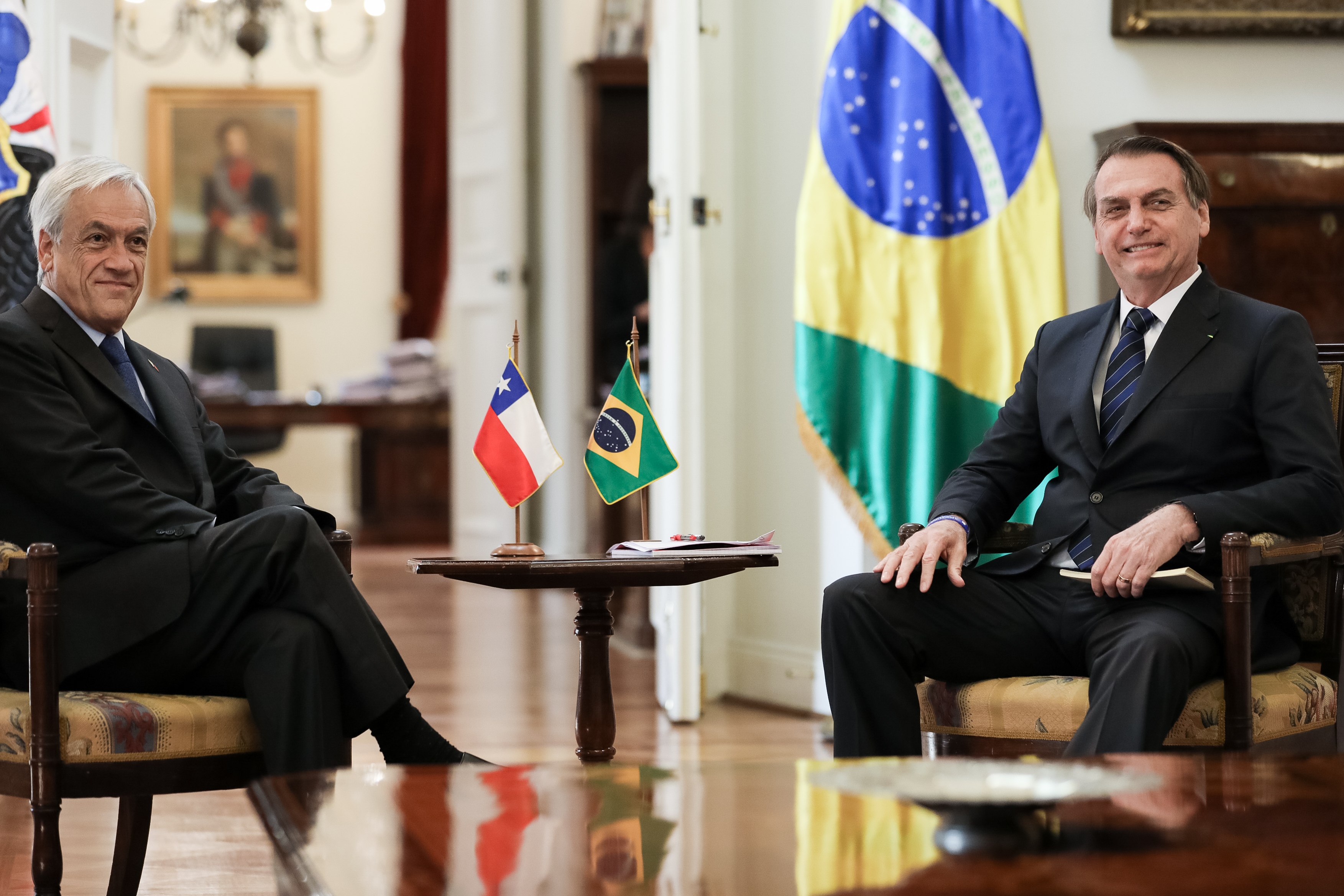
Bolsonaro y Piñera

El 28 de agosto de 2019 se reunió con el presidente Sebastián Piñera en Brasilia. El encuentro tuvo como foco principal evaluar y ver la ayuda que se requería a raíz de los incendios de la selva amazónica.
Tras la asunción de Gabriel Boric como presidente, las relaciones entre los dos países se fueron tensando. Bolsonaro fue el último mandatario latinoamericano en felicitar a Boric por su victoria electoral. Durante la discusión por la reforma de la constitución chilena, Bolsonaro opinó que la nueva Constitución iba en contra de lo que quiere cualquier nación democrática. Durante el debate presidencial de Brasil, Bolsonaró acusó a Boric de «prender fuego el metro en 2019», haciendo alusión a las protestas ocurridas en Chile en 2019. Esta declaración provocó que Chile cite al embajador brasileño declarando que esto deterioraba las relaciones bilaterales.

#### Uruguay

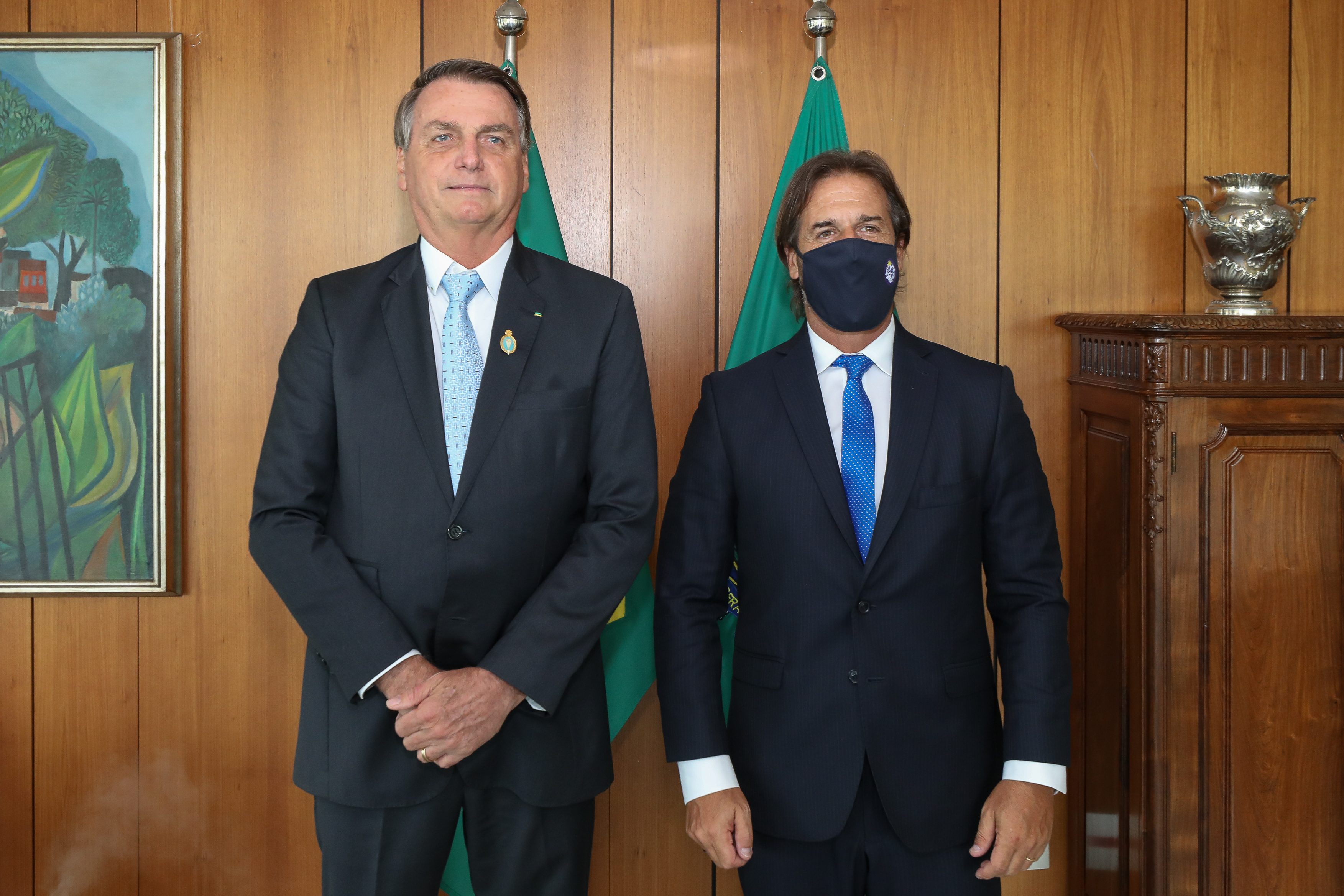
Bolsonaro y Lacalle Pou

Durante las elecciones presidenciales de 2019, Bolsonaro apoyó públicamente a Luis Lacalle Pou ya que era más cercano a su equipo.
El 3 de febrero de 2021 se reunió con el presidente Lacalle Pou para conversar sobre proyectos de infraestructura y acordaron la posibilidad de flexibilizar el Mercosur para que cada miembro pueda avanzar en sus propios acuerdos comerciales.

### Gabinete Gubernamental (2019-2022)
| Ministerios del Gobierno de Jair Bolsonaro                     | Ministerios del Gobierno de Jair Bolsonaro | Ministerios del Gobierno de Jair Bolsonaro | Ministerios del Gobierno de Jair Bolsonaro | Ministerios del Gobierno de Jair Bolsonaro | Ministerios del Gobierno de Jair Bolsonaro |
| Ministerio                                                     | Titular                                    | Partido                                    | Partido                                    | inicio                                     | final                                      |
| -------------------------------------------------------------- | ------------------------------------------ | ------------------------------------------ | ------------------------------------------ | ------------------------------------------ | ------------------------------------------ |
| Ministerio de Agricultura, Ganadería y Abastecimiento          | Tereza Cristina                            |                                            | Demócratas                                 | 1 de enero de 2019                         | 30 de marzo de 2022                        |
| Ministerio de Agricultura, Ganadería y Abastecimiento          | Marcos Montes                              |                                            | Partido Social Democrático                 | 31 de marzo de 2022                        | 31 de diciembre de 2022                    |
| Ministerio de Ciencia, Tecnología, Innovación y Comunicaciones | Marcos Pontes                              |                                            | Partido Social Liberal                     | 1 de enero de 2019                         | 30 de marzo de 2022                        |
| Ministerio de Ciencia, Tecnología, Innovación y Comunicaciones | Paulo Alvim                                |                                            | Independiente                              | 30 de marzo de 2022                        | 31 de diciembre de 2022                    |
| Ministerio de Ciudadanía                                       | Osmar Terra                                |                                            | Movimiento Democrático Brasileño           | 1 de enero de 2019                         | 14 de febrero de 2020                      |
| Ministerio de Ciudadanía                                       | Onyx Lorenzoni                             |                                            | Demócratas                                 | 18 de febrero de 2020                      | 12 de febrero de 2021                      |
| Ministerio de Ciudadanía                                       | João Roma                                  |                                            | Independiente                              | 12 de febrero de 2021                      | 30 de marzo de 2022                        |
| Ministerio de Ciudadanía                                       | Ronaldo Vieira Bento                       |                                            | Independiente                              | 30 de marzo de 2022                        | 31 de diciembre de 2022                    |
| Ministerio de Defensa                                          | Fernando Azevedo e Silva                   |                                            | Independiente                              | 1 de enero de 2019                         | 29 de marzo de 2021                        |
| Ministerio de Defensa                                          | Walter Souza Braga Netto                   |                                            | Independiente                              | 30 de marzo de 2021                        | 1 de abril de 2022                         |
| Ministerio de Defensa                                          | Paulo Sergio Nogueira de Oliveira          |                                            | Independiente                              | 1 de abril de 2022                         | 31 de diciembre de 2022                    |
| Ministerio de Desarrollo Regional                              | Gustavo Henrique Canuto                    |                                            | Independiente                              | 1 de enero de 2019                         | 11 de febrero de 2020                      |
| Ministerio de Desarrollo Regional                              | Rogério Marinho                            |                                            | Partido Liberal                            | 11 de febrero de 2020                      | 31 de marzo de 2022                        |
| Ministerio de Desarrollo Regional                              | Daniel Duarte Ferreira                     |                                            | Independiente                              | 31 de marzo de 2022                        | 30 de diciembre de 2022                    |
| Ministerio de Economía                                         | Paulo Guedes                               |                                            | Independiente                              | 1 de enero de 2019                         | 1 de enero de 2023                         |
| Ministerio de Educación                                        | Ricardo Vélez Rodríguez                    |                                            | Independiente                              | 1 de enero de 2019                         | 8 de abril de 2019                         |
| Ministerio de Educación                                        | Abraham Weintraub                          |                                            | Independiente                              | 9 de abril de 2019                         | 19 de junio de 2020                        |
| Ministerio de Educación                                        | Milton Ribeiro                             |                                            | Independiente                              | 16 de julio de 2020                        | 28 de marzo de 2022                        |
| Ministerio de Educación                                        | Victor Godoy Vega                          |                                            | Independiente                              | 29 de marzo de 2022                        | 31 de diciembre de 2022                    |
| Ministerio de Infraestructura                                  | Tarcísio de Freitas                        |                                            | Independiente                              | 1 de enero de 2019                         | 30 de marzo de 2022                        |
| Ministerio de Infraestructura                                  | Marcelo Sampaio Cunha Filho                |                                            | Independiente                              | 30 de marzo de 2022                        | 31 de diciembre de 2022                    |
| Ministerio de Justicia y Seguridad Pública                     | Sergio Moro                                |                                            | Independiente                              | 1 de enero de 2019                         | 24 de abril de 2020                        |
| Ministerio de Justicia y Seguridad Pública                     | André Luiz de Almeida Mendonça             |                                            | Independiente                              | 29 de abril de 2020                        | 29 de marzo de 2021                        |
| Ministerio de Justicia y Seguridad Pública                     | Anderson Torres                            |                                            | Partido Social Liberal                     | 30 de marzo de 2021                        | 31 de diciembre de 2022                    |
| Ministerio de Medio Ambiente                                   | Ricardo de Aquino Salles                   |                                            | Partido Nuevo                              | 1 de enero de 2019                         | 23 de junio de 2021                        |
| Ministerio de Medio Ambiente                                   | joaquim Alvaro Pereira Leite               |                                            | Independiente                              | 23 de junio de 2021                        | 31 de diciembre de 2022                    |
| Ministerio de Minas y Energía                                  | Bento Costa Lima Leite                     |                                            | Independiente                              | 1 de enero de 2019                         | 11 de mayo de 2022                         |
| Ministerio de Minas y Energía                                  | Adolfo Sachsida                            |                                            | Independiente                              | 11 de mayo de 2022                         | 31 de diciembre de 2022                    |
| Ministerio de la Mujer, Familia y Derechos Humanos             | Damares Alves                              |                                            | Progresistas                               | 1 de enero de 2019                         | 30 de marzo de 2022                        |
| Ministerio de la Mujer, Familia y Derechos Humanos             | Cristiane Rodrigues Britto                 |                                            | Republicanos                               | 30 de marzo de 2022                        | 31 de diciembre de 2022                    |
| Ministerio de Relaciones Exteriores                            | Ernesto Araújo                             |                                            | Independiente                              | 1 de enero de 2019                         | 29 de marzo de 2021                        |
| Ministerio de Relaciones Exteriores                            | Carlos Alberto Franco França               |                                            | Independiente                              | 31 de marzo de 2021                        | 31 de diciembre de 2022                    |
| Ministerio de Salud                                            | Luiz Henrique Mandetta                     |                                            | Demócratas                                 | 1 de enero de 2019                         | 16 de abril de 2020                        |
| Ministerio de Salud                                            | Nelson Teich                               |                                            | Independiente                              | 17 de abril de 2020                        | 15 de mayo de 2020                         |
| Ministerio de Salud                                            | Eduardo Pazuello                           |                                            | Independiente                              | 16 de mayo de 2020                         | 23 de marzo de 2021                        |
| Ministerio de Salud                                            | Marcelo Queiroga                           |                                            | Independiente                              | 23 de marzo de 2021                        | 31 de diciembre de 2022                    |
| Ministerio de Trabajo y Previsión Social                       | Onyx Lorenzoni                             |                                            | Demócratas                                 | 28 de julio de 2021                        | 31 de marzo de 2022                        |
| Ministerio de Trabajo y Previsión Social                       | José Carlos Oliveira                       |                                            | Independiente                              | 31 de marzo de 2022                        | 31 de diciembre de 2022                    |
| Ministerio de Turismo                                          | Marcelo Álvaro Antônio                     |                                            | Partido Social Liberal                     | 1 de enero de 2019                         | 9 de diciembre de 2020                     |
| Ministerio de Turismo                                          | Gilson Machado Neto                        |                                            | Partido Social Liberal                     | 9 de diciembre de 2020                     | 31 de marzo de 2022                        |
| Ministerio de Turismo                                          | Carlos Alberto Gomes de Brito              |                                            | Independiente                              | 31 de marzo de 2022                        | 31 de diciembre de 2022                    |
| Organismos con Estatus de Ministerio                           |                                            |                                            |                                            |                                            |                                            |
| Ministerio                                                     | Titular                                    | Partido                                    | Partido                                    | inicio                                     | final                                      |
| Casa Civil                                                     | Onyx Lorenzoni                             |                                            | Demócratas                                 | 1 de enero de 2019                         | 14 de febrero de 2020                      |
| Casa Civil                                                     | Walter Souza Braga Netto                   |                                            | Independiente                              | 16 de febrero de 2020                      | 29 de marzo de 2021                        |
| Casa Civil                                                     | Luiz Eduardo Ramos                         |                                            | Independiente                              | 29 de marzo de 2021                        | 28 de julio de 2021                        |
| Casa Civil                                                     | Ciro Nogueira                              |                                            | Progresistas                               | 4 de agosto de 2021                        | 31 de diciembre de 2022                    |
| Abogacía General de la Unión                                   | André Luiz de Almeida Mendonça             |                                            | Independiente                              | 1 de enero de 2019                         | 27 de abril de 2020                        |
| Abogacía General de la Unión                                   | José Levi                                  |                                            | Independiente                              | 29 de abril de 2020                        | 29 de marzo de 2021                        |
| Abogacía General de la Unión                                   | André Luiz de Almeida Mendonça             |                                            | Independiente                              | 30 de marzo de 2021                        | 6 de agosto de 2021                        |
| Abogacía General de la Unión                                   | Bruno Bianco                               |                                            | Independiente                              | 6 de agosto de 2021                        | 31 de diciembre de 2022                    |
| Controladoría General de la Unión                              | wagner Rosário                             |                                            | Independiente                              | 1 de enero de 2019                         | 1 de enero de 2023                         |
| Oficina de Seguridad Institucional                             | Augusto Heleno                             |                                            | Independiente                              | 1 de enero de 2019                         | 31 de diciembre de 2022                    |
| Secretarías con Rango de Ministerio                            |                                            |                                            |                                            |                                            |                                            |
| Ministerio                                                     | Titular                                    | Partido                                    | Partido                                    | inicio                                     | final                                      |
| Secretaría General de la Presidencia                           | Gustavo Bebianno                           |                                            | Partido Social Liberal                     | 1 de enero de 2019                         | 18 de febrero de 2019                      |
| Secretaría General de la Presidencia                           | Floriano Peixoto Vieira Neto               |                                            | Independiente                              | 18 de febrero de 2019                      | 20 de junio de 2019                        |
| Secretaría General de la Presidencia                           | Jorge Olivaira                             |                                            | Independiente                              | 21 de junio de 2019                        | 31 de diciembre de 2020                    |
| Secretaría General de la Presidencia                           | Onyx Lorenzoni                             |                                            | Demócratas                                 | 12 de febrero de 2021                      | 28 de julio de 2021                        |
| Secretaría General de la Presidencia                           | Luiz Eduardo Ramos                         |                                            | Independiente                              | 28 de julio de 2021                        | 31 de diciembre de 2022                    |
| Secretaría de Gobierno                                         | Carlos Alberto dos Santos Cruz             |                                            | Independiente                              | 1 de enero de 2019                         | 13 de junio de 2019                        |
| Secretaría de Gobierno                                         | Luiz Eduardo Ramos                         |                                            | Independiente                              | 13 de junio de 2019                        | 29 de marzo de 2021                        |
| Secretaría de Gobierno                                         | Flávia Arruda                              |                                            | Partido Liberal                            | 30 de marzo de 2021                        | 31 de marzo de 2022                        |
| Secretaría de Gobierno                                         | Célio Faria                                |                                            | Independiente                              | 31 de marzo de 2022                        | 31 de diciembre de 2022                    |

### Campaña presidencial de 2022
El 24 de julio de 2022 anunció su candidatura buscando la reelección, en un acto del Partido Liberal organizado en Río de Janeiro. Durante la campaña se lanzó un jingle que fue utilizado por celebridades como Neymar para demostrar su apoyo a Bolsonaro.
En la segunda vuelta de las elecciones presidenciales del 30 de octubre, Bolsonaro fue derrotado por el expresidente Luiz Inácio Lula da Silva, quien obtuvo el 50,9% de los votos emitidos. Lula había obtenido la mayoría de los votos en la primera vuelta de las elecciones del 2 de octubre, con el 48,43% de los votos emitidos: Bolsonaro obtuvo el 43,20%. En una conferencia de prensa en el Palácio da Alvorada el 1 de noviembre, Bolsonaro no reconoció su derrota, pero afirmó que "cumpliría con la Constitución". Respecto a las protestas de sus partidarios, se refirió a ellas como "fruto de la indignación y de la sensación de injusticia por el desarrollo del proceso electoral", al tiempo que les instó a permanecer pacíficos y no bloquear las carreteras. Poco después de su discurso, el Tribunal Supremo declaró que, al autorizar la transición del poder, había reconocido los resultados, allanando el camino para la transición dos días después de que Lula fuera reconocido como ganador. Bolsonaro partió a Estados Unidos el 30 de diciembre para evitar participar en la ceremonia de juramentación de Lula, dejando al vicepresidente Hamilton Mourão como presidente interino.

## Postpresidencia (2023-presente)

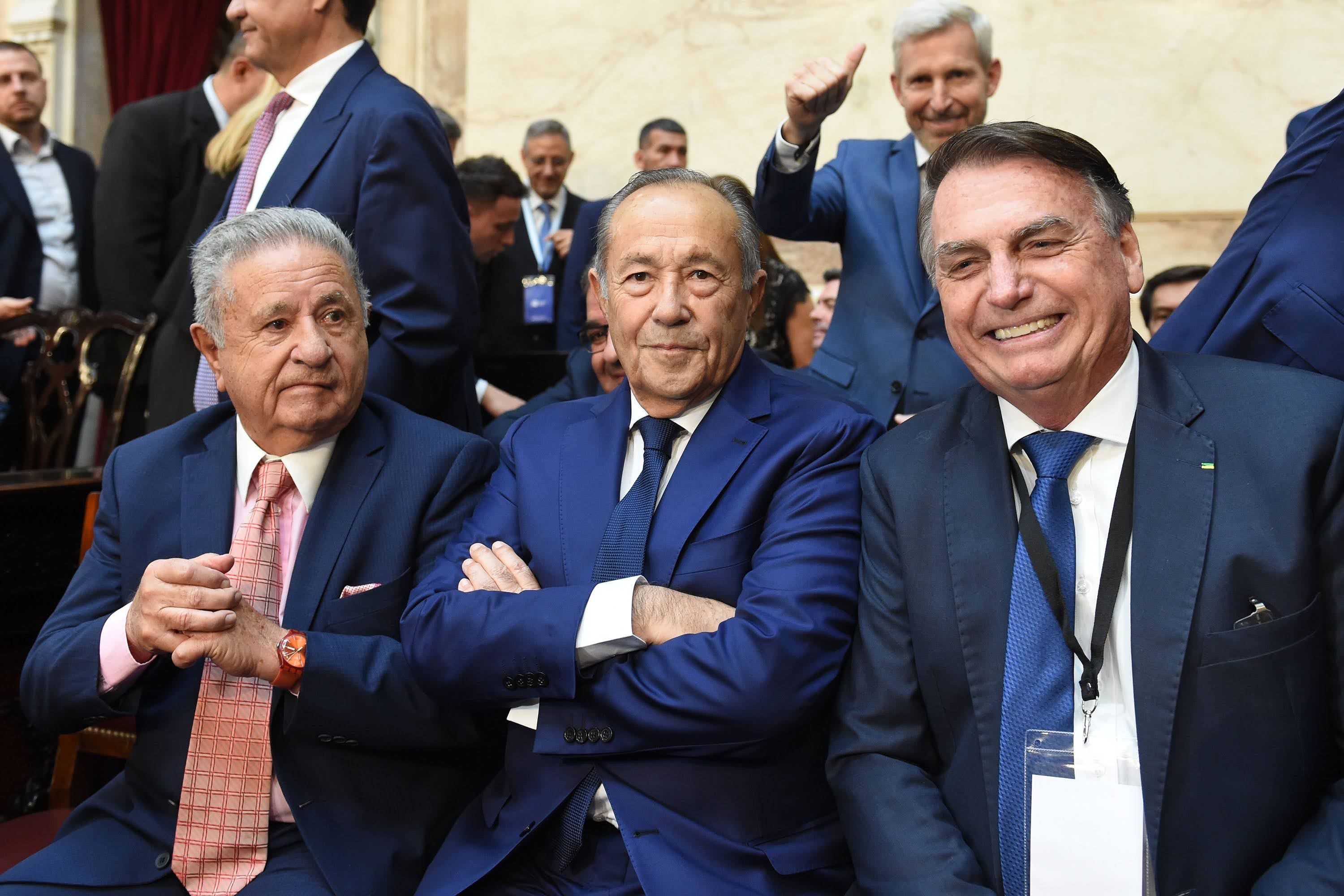
Bolsonaro (derecha) en la investidura presidencial de Javier Milei en el Congreso de la Nación Argentina

A pesar de la derrota en las elecciones generales de 2022, Bolsonaro evitó reconocer de forma explícita la victoria del candidato Lula da Silva y justificó las protestas de sus seguidores, atribuyéndoles un «sentimiento de injusticia».
El 8 de enero de 2023 se produjo el Asalto a la Plaza de los Tres Poderes de Brasilia, ocasionado por partidarios de Bolsonaro. Ese mismo día Bolsonaro, a través de Twitter, se despegó de los hechos, rechazó las «depredaciones e invasiones de edificios públicos» y recordó las protestas convocadas por la izquierda en 2013 y 2017.
El 16 de octubre respaldó a través de un video, al candidato a presidente Javier Milei de cara a a las elecciones presidenciales de Argentina y anunció que estaría presente en una eventual ceremonia de investidura presidencial. Finalmente, tras la victoria de Milei en las elecciones presidenciales, asistió a su asunción presidencial el 10 de diciembre de 2023 en el Congreso de la Nación Argentina.

### Acusaciones de planificaciones golpistas
El 30 de junio quedó inhabilitado por el Tribunal Supremo Electoral de Brasil para ejercer cargos públicos hasta el año 2030, por alentar una «narrativa delirante con efectos nefastos para la democracia».
En junio de 2024, una de sus tres condenas fue anulada por el Tribunal Superior Electoral, específicamente la relacionada al uso político de los festejos del Día de la Independencia en 2022.
En enero de 2025, no pudo asistir a la ceremonia de la asunción presidencial de Donald Trump debido a la negativa del Supremo Tribunal Federal de Brasil de entregarle su pasaporte, debido al riesgo de una posible fuga.
En julio de 2025, la Corte Suprema de Brasil le impuso una tobillera electrónica a Bolsonaro por el riesgo de que el expresidente huya al extranjero. Se le acusa de obstrucción a la justicia por intentar instrumentalizar las sanciones estadounidenses contra el Brasil para condicionar el levantamiento de los derechos aduaneros estadounidenses al abandono de los procesos que lo persiguen por intento de golpe de estado. Alexandre de Moraes considera que Jair Bolsonaro y su hijo Eduardo Bolsonaro están «incitando, alentando y ayudando a un gobierno extranjero a realizar actos hostiles contra Brasil» y están «intentando someter ostensiblemente el funcionamiento del Tribunal Supremo a los Estados Unidos de América». Estados Unidos está interfiriendo en el proceso judicial e imponiendo sanciones a todos los jueces que participan en el juicio y a sus familiares cercanos. Donald Trump también ha amenazado a Brasil con aranceles aduaneros adicionales del 50% si no se suspende el proceso judicial contra Jair Bolsonaro. El presidente brasileño, Luiz Inácio Lula da Silva, denunció una « medida arbitraria y totalmente infundada de Estados Unidos» y afirmó que « la interferencia de un país en el sistema de Justicia de otro es inaceptable y hiere los principios básicos del respeto y la soberanía entre las naciones ».

## Historia electoral
|  | 46,03 % |

|  | 55,13 % |

|  | 43,20 % |

|  | 49,10 % |

## Familia y vida personal
Hijo de Percy Geraldo Bolsonaro y de Olinda Bonturi, ambos de ascendencia italiana, Jair Bolsonaro se casó tres veces y tiene cinco hijos. Su primera esposa fue Rogéria Nantes Nunes Braga (con quien tuvo tres hijos: Flávio, Carlos y Eduardo). Su segundo matrimonio fue con Ana Cristina Valle (con quien tuvo un hijo, Renan). Su tercera y actual esposa es Michelle de Paula Firmo Reinaldo, con quien tiene su única hija, Laura. Mientras trabajaba en el Congreso, Jair conoció a su esposa a comienzos de 2007, cuando ella trabajaba como secretaria para un diputado. Luego de ejercer cargos en el liderazgo del PP fue designada como secretaria del despacho de su esposo. Fue exonerada de su cargo cuando el Supremo Tribunal Federal dictaminara que era prohibida la contratación de parientes hasta el tercer grado en la administración pública.
Además de él, su hermano Renato Bolsonaro y tres hijos suyos también son políticos: Carlos Bolsonaro (concejal de Río de Janeiro por el PSL), Flávio Bolsonaro (senador de Río de Janeiro por el PSL), y Eduardo Bolsonaro (diputado federal de São Paulo también por el PSL).
Ha hecho pública su orientación heterosexual.

### Religión
Bolsonaro se identifica como católico, aunque, tras su matrimonio con su mujer actual, de confesión evangélica, se dejó bautizar en las aguas del río Jordán como evangélico por el pastor Everaldo y asiste a una iglesia evangélica. Los diarios lo consideran católico, pero cercano a la iglesia evangélica.

### Salud
En julio de 2020, Bolsonaro contrajo COVID-19; luego estuvo involucrado en una serie de controversias en torno a la enfermedad, como decir que era «una pequeña gripe», que debido a «su historial de atleta [del ejército]» no estaría gravemente enfermo y por aparecer en público sin mascarilla. Tres semanas después de la primera prueba, las pruebas continuaron siendo «positivas» y, para fines de mes, la enfermedad se había convertido en neumonía, a la que él llamó públicamente "moho pulmonar".
A principios de septiembre de 2020, la prensa informó que se sometería a un procedimiento para extraer cálculos renales.
El 14 de julio de 2021, Bolsonaro ingresó con una obstrucción intestinal en el Hospital de las Fuerzas Armadas de Brasilia (HFA) de Brasilia, habiendo sido trasladado, el mismo día, a São Paulo, donde fue atendido en el hospital Vila Nova Star. Fue dado de alta el 18 de julio de 2021, y la prensa comunicó que se descartó cirugía por la evolución de la afección.
El 3 de enero de 2022 experimentó un fuerte dolor abdominal mientras descansaba en la costa de Santa Catarina durante el receso de fin de año, en medio de la crisis provocada por las inundaciones en el sur de Bahía en 2021. Posteriormente, se trasladó a la ciudad de São Paulo, donde los exámenes médicos indicaron la ocurrencia de un nuevo episodio de obstrucción intestinal, requiriendo hospitalización para la administración de los tratamientos adecuados.
Se encontraba en Florida, Estados Unidos, cuando sus partidarios intentaron dar un Golpe de Estado y tras la petición del Partido Demócrata de su extradición, fue internado de urgencia en un Hospital por dolor abdominal.

## Posiciones políticas
Su posición política ha sido descrita como nacionalista y de derecha y él se ha definido como un defensor de las políticas de extrema derecha. Sus defensores dicen que sus posiciones son más alineadas a la derecha conservadora tradicional. Su electorado está formado principalmente por adultos cerca de 34 años, la clase media a alta (principalmente en la región del sur del país), conservadores en general, algunos centristas y la derecha cristiana. De acuerdo a algunas encuestas, el principal apoyo de Bolsonaro viene del sureste, el centro-oeste y regiones del sur de Brasil. Sus votantes generalmente son hombres blancos, con una marcada brecha de género, con Bolsonaro obteniendo bajos resultados entre las votantes femeninas (obteniendo sólo el 18% de apoyo de este grupo demográfico). Justo antes del 2018, sin embargo, se había reportado que el apoyo femenino a él había subido al 27 %.

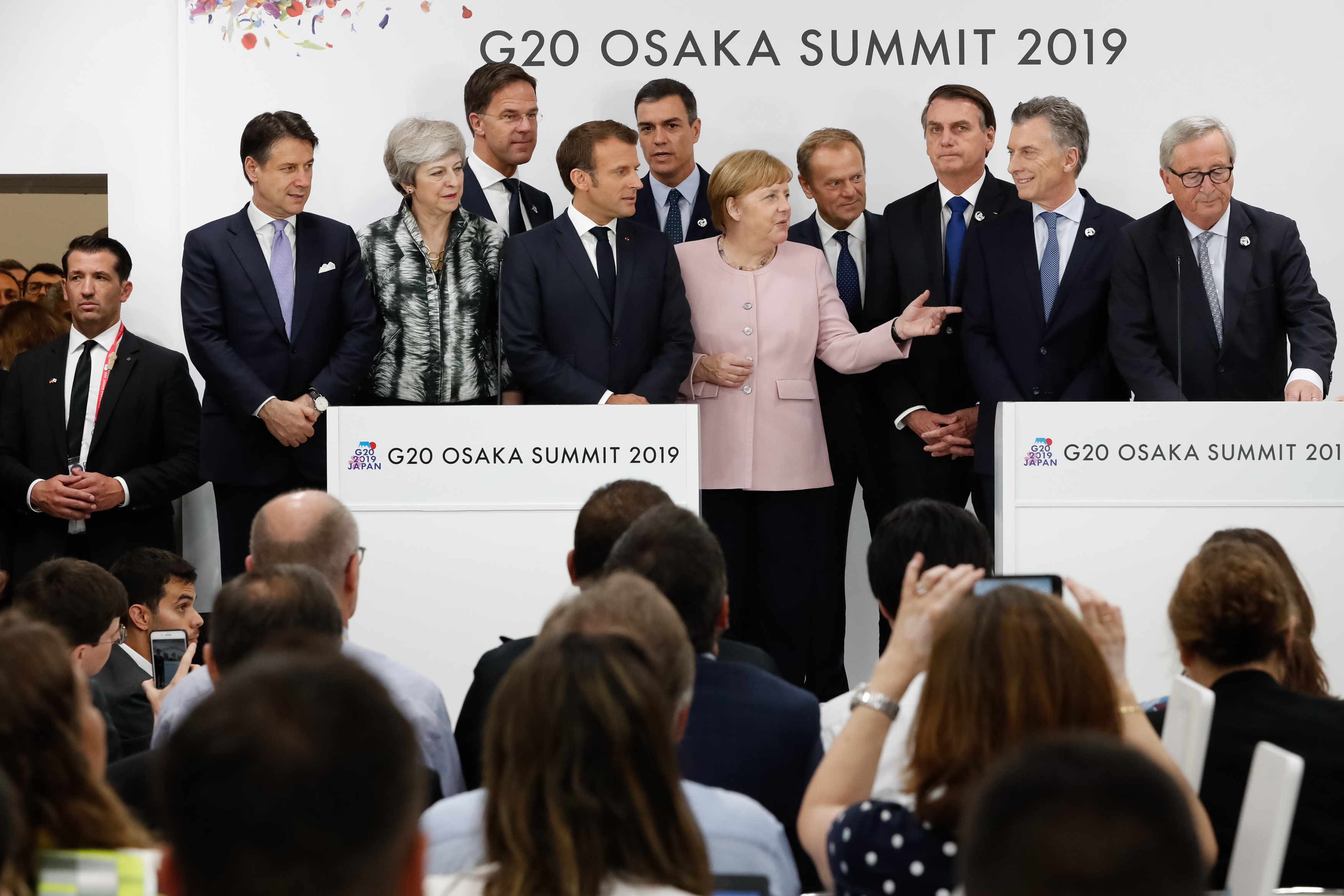
Bolsonaro apoyó el Tratado de Libre Comercio Unión Europea-Mercosur, que formaría una de las áreas de libre comercio más grandes del mundo.

Bolsonaro es visto como un político antiaborto, anti-establishment, y pro-armas, oponiéndose a todas las leyes sobre armas en Brasil, argumentando que los ciudadanos respetuosos de la ley deben tener el derecho a la autodefensa, especialmente aquellos que viven en zonas rurales.

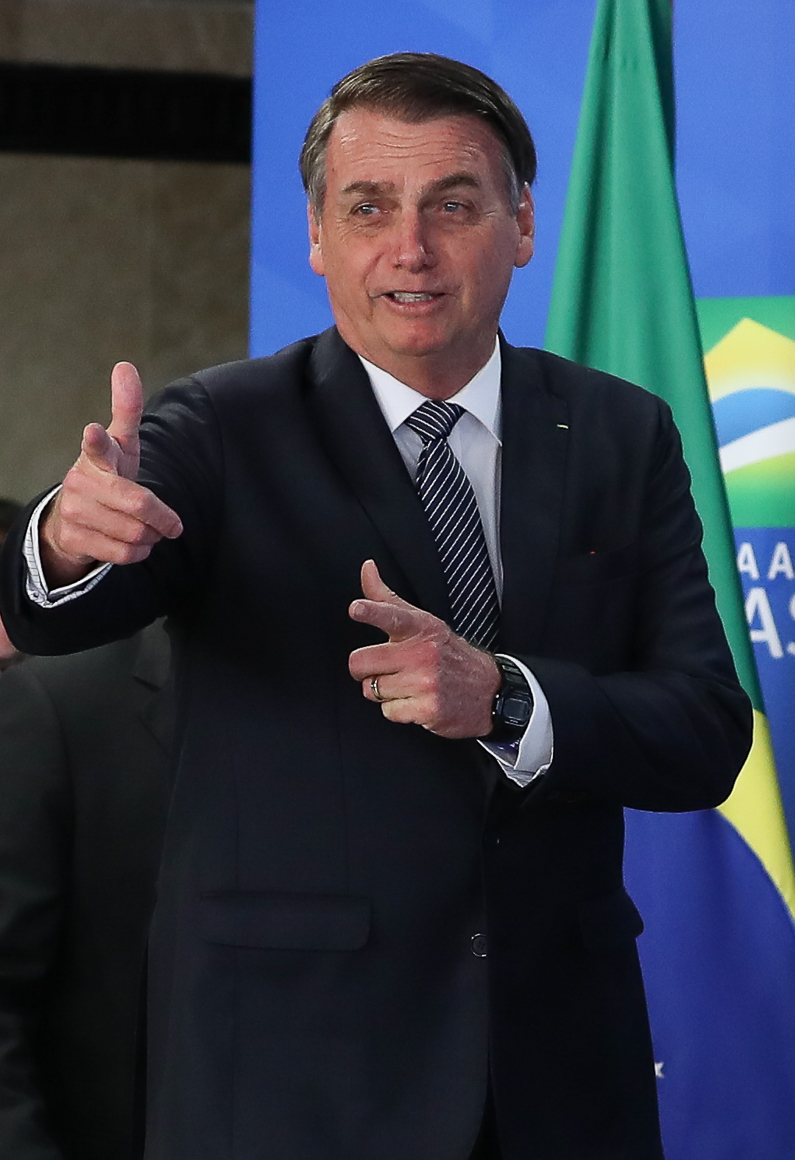
Bolsonaro haciendo un signo con la mano que imita un arma de fuego

Bolsonaro es conocido por su fuerte oposición a las políticas de izquierda. Él es un fuerte oponente del matrimonio igualitario, regulaciones ambientales, aborto e inmigración particularmente de Haití, África y del Oriente Medio, a quienes llamó "la escoria de la humanidad". También se ha opuesto a la legalización de las drogas, reformas agrarias y secularismo, entre otras cosas. Adicionalmente ha hecho comentarios en defensa de las dictaduras militares en Brasil. Él piensa que la tortura es una "práctica legítima" y dice que intentará aprobar una nueva legislación relativa a la introducción de la cadena perpetua en el código penal brasileño. Bolsonaro apoya las privatizaciones de empresas públicas y promueve políticas de libre mercado.
En una entrevista en 2017, Bolsonaro dijo que sus puntos de vista están directamente alineados con los puntos de vista de los ciudadanos estadounidenses de centro a derecha sobre la posesión de armas, el aborto, la política de género y el comercio. Reiteró que pretende revertir algunas leyes de desarme, mejorar la seguridad pública y también mejorar los vínculos comerciales con Estados Unidos, que según él fueron rotos durante los gobiernos de Lula Da Silva y Dilma Rousseff.
Durante su carrera política, Bolsonaro expresó puntos de vistas considerados de extrema derecha. El realizó declaraciones que mucha gente considera homofóbicas, incitaciones a la violencia, misóginas, sexistas, racistas o antirrefugiados. Otras declaraciones políticas controversiales expresadas por Bolsonaro han sido la defensa de la pena de muerte y del intervencionismo radical en Brasil por parte de los militares, junto con la imposición de un gobierno militar brasileño.
Bolsonaro es un admirador confeso del expresidente estadounidense Donald Trump. Durante la campaña de Bolsonaro, algunos periodistas vieron similitudes entre los ideales de ambos, ataques de línea dura y una reputación de retórica incendiaria, así como presencia en las redes sociales. Debido a esto, Bolsonaro ha sido llamado el equivalente brasileño de Trump o el "Trump de los trópicos".
El filósofo Olavo de Carvalho fue su gurú.

## Controversias

### Homenaje a Brilhante Ustra
Durante su voto a favor de la destitución de la presidenta Dilma Rousseff, Bolsonaro hizo homenaje al coronel Carlos Alberto Brilhante Ustra, jefe del Centro de Operaciones de Defensa Interna (DOI), un órgano de la dictadura responsable de torturas a Dilma Rousseff. El diputado de izquierda Jean Wyllys escupió a Bolsonaro durante la declaración.

### Cuota parlamentaria, dinero de la JBS y patrimonio
Bolsonaro fue denunciado por usar la cuota parlamentaria para pagar viajes por el país en que se presenta como precandidato a la presidencia en 2018. La cuota reembolsa viajes y otros gastos del mandato. En las reglas de uso, la Cámara dice que «no se permitirán gastos de carácter electoral». El contenido de las palabras de Bolsonaro, sin embargo, está explícitamente dirigido a la disputa de 2018. En cinco meses entre 2016 y 2017, al menos seis viajes del diputado fueron costeados por la Cámara por un total de 22 mil reales. La asesoría de prensa del parlamentario negó que esté en campaña y alegó que el uso de la cuota para viajes está relacionado con la participación en la Comisión de Seguridad Pública de la Cámara, en la que es suplente.
En el caso de los donantes y proveedores de campañas de candidatos, en el sitio del Tribunal Superior Electoral (TSE), el nombre de Bolsonaro aparece como receptor de 200 mil reales de la empresa JBS, durante su campaña en 2014. En aquel año, Bolsonaro fue reelegido diputado federal con el mayor número de votos en Río de Janeiro y recibió más de 460 mil votos. Un reportaje del sitio Vice trajo la cuestión a la superficie en marzo de 2017 debido a la repercusión de la Operación Carne Débil. El político envió un vídeo en su canal de YouTube, donde explica que los 200 mil reales, la mitad del valor gastado en su campaña, fueron devueltos como «donación al partido». Sin embargo, en la planilla del TSE, los mismos recursos vuelven a la cuenta de Bolsonaro, ahora en una donación hecha por el fondo partidista.
De 2010 a 2014 el patrimonio del diputado creció más del 150 %, alcanzando más de dos millones de reales en bienes, según la declaración registrada en el Tribunal Superior Electoral (TSE). En estos últimos años el parlamentario adquirió, entre otras propiedades, dos casas en la Barra da Tijuca, Río de Janeiro, por valor de 500 000 y 400 000 reales, respectivamente.

### Democracia, Estado laico y dictadura militar

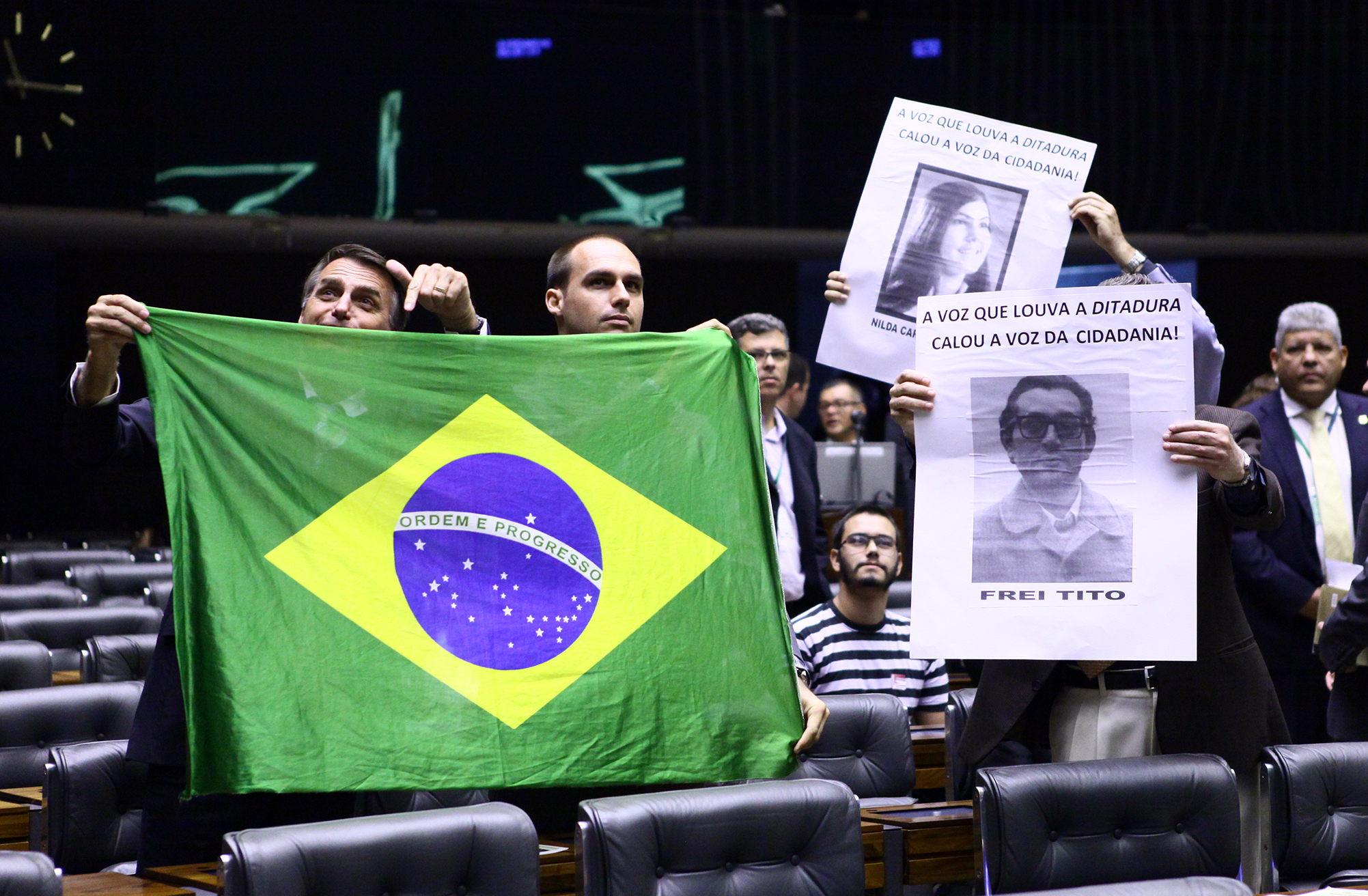
Jair junto a Eduardo Bolsonaro con la bandera de Brasil mostrando su apoyo a la Dictadura de la Quinta República frente a opositores.

En una entrevista para la revista Veja el 2 de diciembre de 1998, el parlamentario afirmó que la dictadura chilena de Augusto Pinochet, que mató a más de 3000 personas y exiló otras 200.000, "debía haber matado a más gente". También elogió al presidente peruano Alberto Fujimori como un "modelo" por el uso de una intervención militar contra el poder judicial y el legislativo en 1992. En 1999, el diputado afirmó al programa "Câmera Aberta" que era "favorable a la tortura" y llamó a la democracia de "mierda". Si fuera presidente del país, respondió que no había "la menor duda" de que "cerraría el Congreso" y de que "daría un golpe el mismo día". En la misma época, al explicar al presentador Jô Soares por qué defendió el fusilamiento del entonces presidente Fernando Henrique Cardoso (PSDB), él dijo que "barbaridad es privatizar a Vale y las telecomunicaciones, entregar nuestras reservas petroleras al capital externo".
El diputado federal también es conocido por alegar que la dictadura fue una época "gloriosa" de la historia de Brasil. En una carta publicada en el diario Folha de São Paulo se refiere al período militar como "20 años de orden y progreso". El diputado también afirmó, durante una discusión con manifestantes en diciembre de 2008, que "el error de la dictadura fue torturar y no matar". Bolsonaro fue criticado por los medios de comunicación, por políticos y por el Grupo Tortura Nunca Mais, sobre todo después de haber fijado en la puerta de su oficina un cartel que decía a los familiares de los desaparecidos de la dictadura militar que "quien busca hueso es perro". En 1993, apenas ocho años después del retorno de la democracia en el país, dijo que sólo un régimen militar conduciría a un Brasil más "próspero y sostenible". En marzo de 2015, cuando se cumplieron 51 años del golpe de Estado de 1964, Bolsonaro publicó en un blog personal una imagen y un texto que conmemoraba el acontecimiento. El parlamentario alegó que el golpe no pasó de una "intervención democrática", fruto de la "presión popular", y que en 1968 los guerrilleros comenzaron a atacar, usando tácticas de guerrilla aprendidas en China y Cuba.
El 17 de abril de 2016, Jair Bolsonaro felicitó al diputado Eduardo Cunha (PMDB-RJ) por la forma como condujo un proceso de destitución de la presidenta y usó su discurso de voto sobre el impedimento de Dilma Rousseff para homenajear a Carlos Alberto Brilhante Ustra, el primer militar a ser reconocido por la Justicia como uno de los torturadores durante la dictadura militar y también torturador de la expresidenta Dilma Rouseff. Después del episodio, el Ministerio Público informó que, en virtud de haber recibido 17 853 reclamaciones contra el contenido de la manifestación del diputado federal durante la votación del proceso de destitución, decidió instaurar un procedimiento interno para investigar el caso. Tal actitud también rindió a Bolsonaro un proceso en el Consejo de Ética de la Cámara, abierto contra el diputado en junio de 2016, en el que fue acusado de haber faltado con el decoro parlamentario durante su voto. La representación fue hecha por el Partido Verde, que acusó al diputado de haber apodado el crimen de tortura y pidió la retirada del mandato del parlamentario. En su defensa, Bolsonaro alegó que las declaraciones durante la votación del proceso de destitución están protegidas por la inmunidad parlamentaria.
En un video publicado por su hijo, el también diputado Eduardo Bolsonaro (PSC-SP), el parlamentario fluminense afirmó que "violencia se combate con violencia y no con banderas de derechos humanos", como las defendidas por Amnistía Internacional, que él afirmó ser formada por "canallas" e "idiotas". En el caso de que la policía brasileña es la que más mata en el mundo, Bolsónaro dijo: "Creo que esa Policía Militar de Brasil tenía que matar más".
En un discurso en Campina Grande, en febrero de 2017, el diputado criticó al Estado laico al decir:

Dios no tiene ese historial de Estado laico no, el Estado es cristiano y la minoría que está en contra, que se cambie [...] las minorías tienen que inclinarse hacia las mayorías.

El periodista estadounidense Glenn Greenwald se refirió a Bolsonaro como «el más misógino y detestable funcionario público elegido en el mundo democrático». El sitio News.com.au, parte del conglomerado de News Corporation en Australia, también calificó al parlamentario como el «más repulsivo político del mundo».

### Mujeres

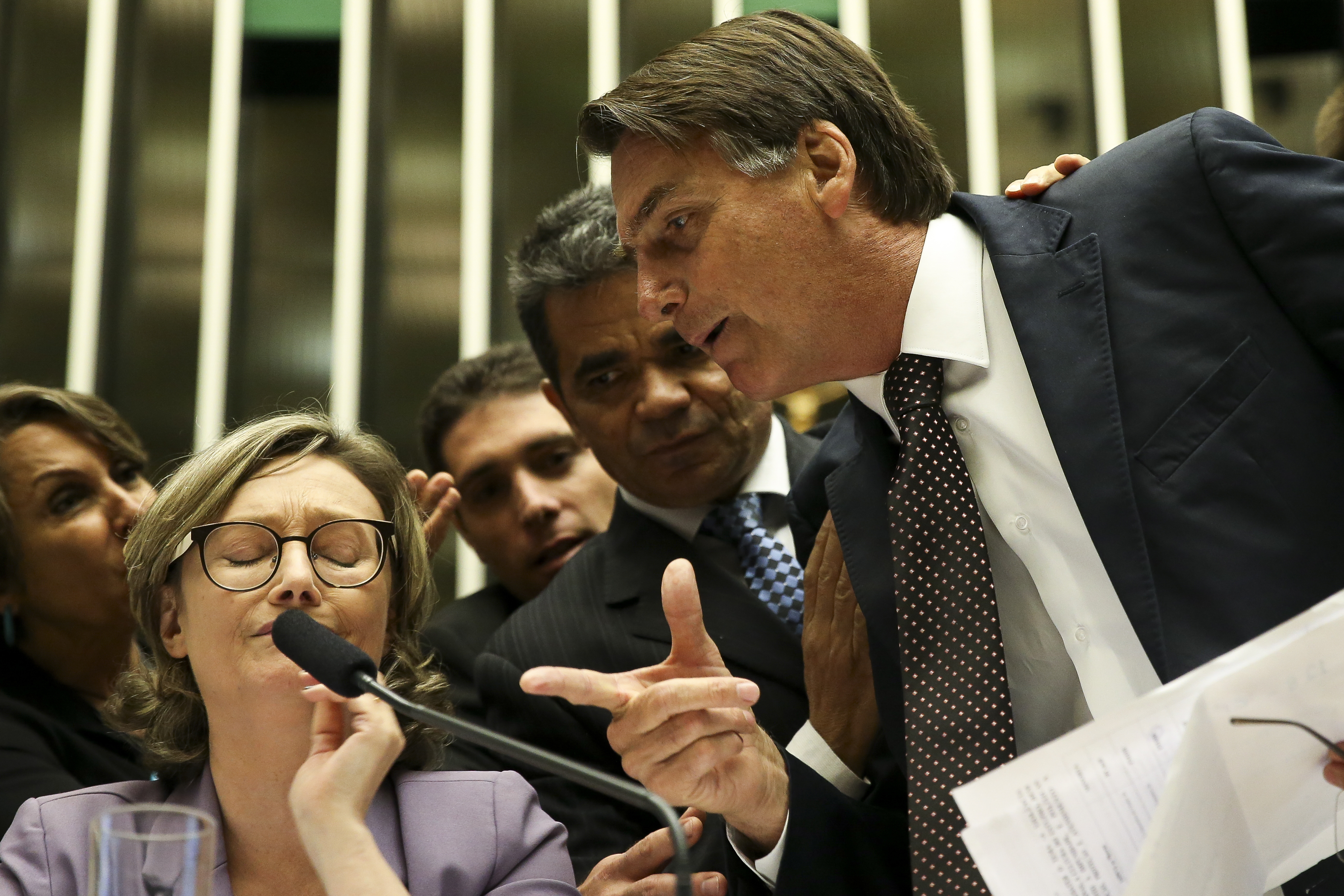
Bolsonaro discutiendo con la diputada Maria do Rosário en el plenario de la Cámara de Diputados durante una discusión sobre la violencia contra las mujeres y las niñas, la cultura de la violación, entre otros asuntos

Durante una discusión en el plenario de la Cámara de Diputados, Bolsonaro afirmó que no «violaría» a la diputada Maria do Rosário porque ella «no (lo) merece». Él repitió una ofensa que ya había proferido contra la parlamentaria en 2003. La invectiva tuvo lugar después de que la diputada sostuviera que la dictadura militar fue una «vergüenza absoluta» para Brasil. En virtud de las ofensas contra la diputada, Bolsonaro fue condenado en primera instancia por daños morales. El 15 de agosto de 2017, el Superior Tribunal de Justicia (STJ) mantuvo la decisión de la primera instancia y determinó que el parlamentario pagara una indemnización de 10 mil reales para Maria do Rosário.
En junio de 2016, el Supremo Tribunal Federal (STF), al analizar la denuncia de la Procuraduría General de la República y la queja de la propia diputada Maria do Rosário, decidió abrir dos acciones penales contra el diputado Bolsonaro. En una decisión por cuatro votos contra uno, el STF entendió que además de incitar la práctica de la violación, Bolsonaro ofendió el honor de la colega. Como resultado el diputado se hizo reo por la supuesta práctica de apología al crimen y por injuria. La denuncia contra Bolsonaro por apología al crimen fue presentada en diciembre de 2014 por Ela Wiecko (viceprocuradora general de la República), y en caso de ser condenado, puede ser castigado con una pena de 3 a 6 meses de prisión, más multa.
En febrero de 2015, en una entrevista al diario Zero Hora, el diputado afirmó no creer justo que mujeres y hombres reciban el mismo salario porque las mujeres se quedan embarazadas, alegando que el derecho al permiso por maternidad perjudica la productividad del empresario.
En abril de 2017, en un discurso en el Clube Hebraica, en Río de Janeiro, Bolsonaro hizo una mención sobre su hija Laura, de seis años, al decir:

Tengo cinco hijos, fueron cuatro hombres, ahí en el quinto me dio una debilidad y vino una mujer. - Jair Bolsonaro

A lo largo de su carrera política, Bolsonaro justificó que las mujeres reciban un salario menor al de los hombres en sus trabajos y en reiteradas ocasiones se manifestó contra la diversidad sexual, llegando a decir que nunca podría amar a un hijo homosexual. En 2002, por ejemplo, llegó a afirmar: «Si veo a dos hombres besándose en la calle, los voy a golpear».

### Homosexuales

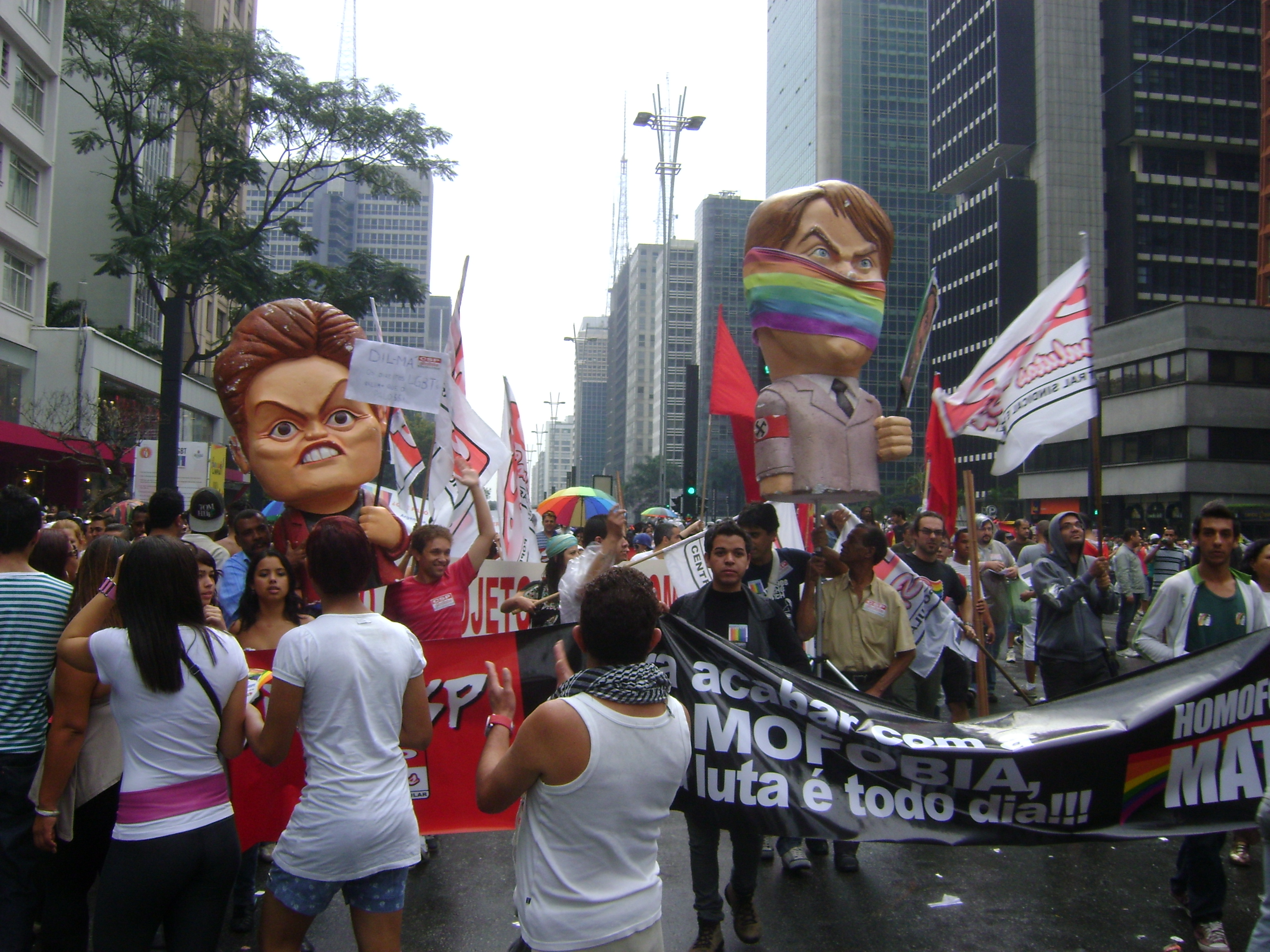
Protesta contra Bolsonaro durante la Marcha del Orgullo LGBT de São Paulo en 2011

En una entrevista para la revista Playboy, en junio de 2011, Bolsonaro afirmó que «sería incapaz de amar a un hijo homosexual» y que prefería que un hijo suyo «muera en un accidente que aparezca con un hombre con bigote por ahí». El parlamentario también afirmó que si una pareja homosexual fuera a vivir a su lado esto iba a devaluar su casa. En julio del mismo año, durante una entrevista para lectores de la revista Época, Bolsonaro dijo que «si luchar para impedir la distribución del "kit gay", conjunto de directrices apoyadas por la UNESCO y elaboradas por el Ministerio de Derechos Humanos, en asociación con entidades no gubernamentales, que pretendía promover la ciudadanía y los derechos humanos de la comunidad LGBT en las escuelas de enseñanza fundamental con la intención de estimular la homosexualidad, en verdadera afrenta a la familia es ser prejuicioso, entonces soy prejuicioso, con mucho orgullo», dijo.
En una entrevista concedida al Jornal de Notícias en 2011, el diputado federal asoció la homosexualidad a la pedofilia al afirmar que «muchos de los niños que serán adoptados por parejas gais van a ser abusadas por esas parejas homosexuales». Además, alegó que Brasil no necesita una legislación específica contra la homofobia porque «la mayoría de los homosexuales son asesinados por sus respectivos cafetones, en horarios en que el ciudadano de bien ya está durmiendo». En la Folha de São Paulo, en mayo de 2002, dijo que podría agredir a homosexuales: «si veo a dos hombres besándose en la calle, los voy a golpear». En el mismo periódico, pero en noviembre de 2010, Bolsonaro defendió la violencia física en hijos homosexuales como forma de cambiar la preferencia sexual:

Si el hijo empieza a quedarse así, medio gay, [él] lleva un cuero y cambia su comportamiento. - Jair Bolsonaro

### Amerindios, negros e inmigrantes

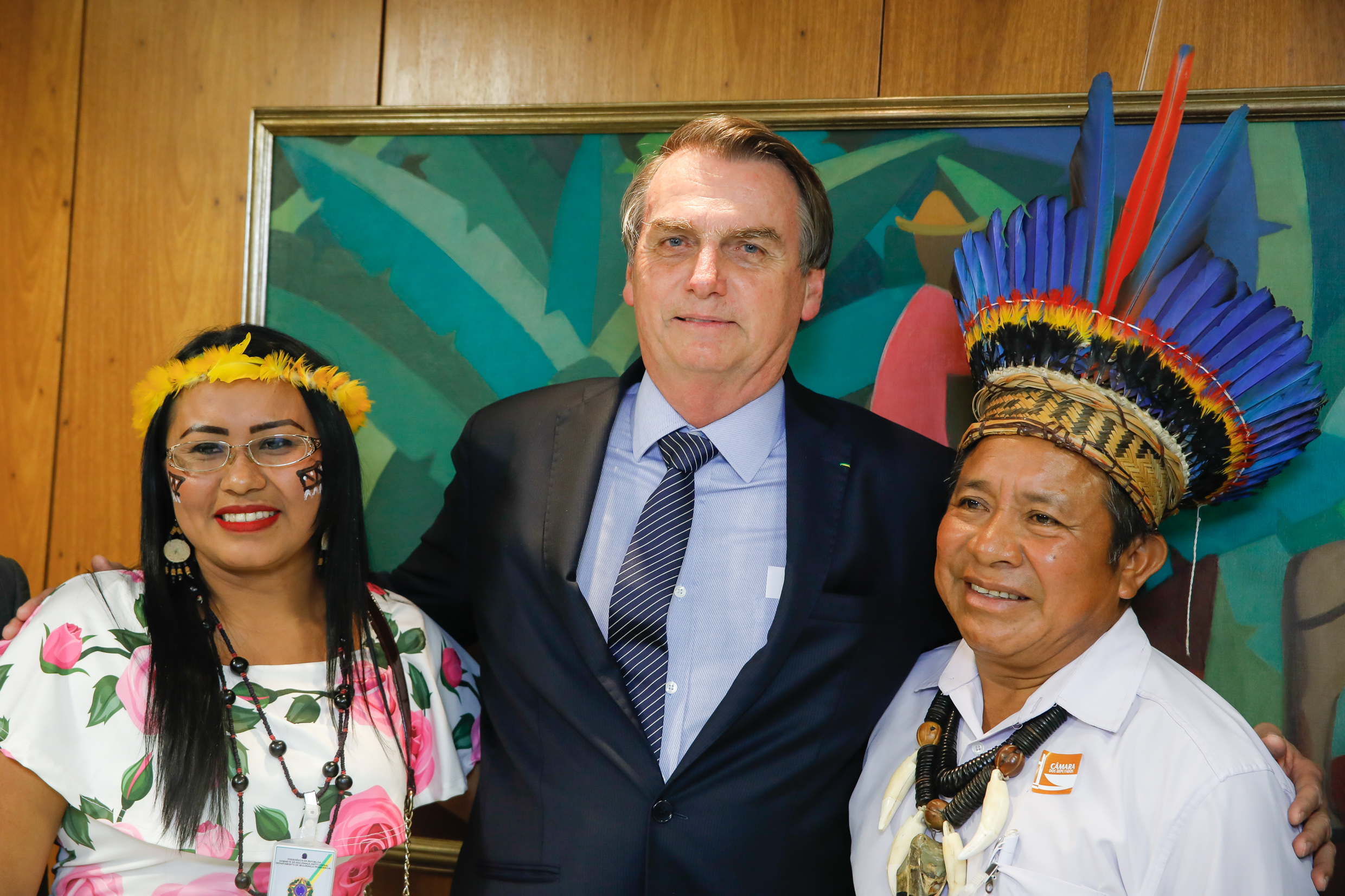
Bolsonaro junto a representantes de pueblos indígenas.

Jair Bolsonaro también cuestionó la política amerindia del gobierno brasileño, en uno de sus pronunciamientos a una audiencia en la Cámara de Diputados, que trataba sobre la cuestión de los pueblos originarios en Roraima. El diputado afirmó que el Movimiento de los Sin Tierra (MST), «a pesar de abonado y constituido por personas que hablan nuestra lengua y son educadas», no logra hacer la reforma agraria, mientras que «indios hediondos, no educados y no hablantes de nuestra lengua» poseen el 12 % de las tierras brasileñas y hacen lobby en el Congreso Nacional. Los comentarios de Bolsonaro causaron gran indignación en el plenario, entre indios, parlamentarios y grupos de defensa de derechos humanos, que consideraron que el discurso del parlamentario hería el principio de no discriminación de la Constitución brasileña. Al sentirse ofendido con los comentarios del parlamentario sobre la cuestión indígena, uno de los líderes del pueblo sateré-maués presentes en la audiencia pública llegó incluso a tirar un vaso de agua hacia el diputado. Después de ser alcanzado por el vaso de agua, Bolsonaro dijo:

Es un indio que está solo aquí en Brasilia, vino en avión, va ahora a comer una costilla de cerdo, tomar un chope, probablemente un whisky, y quien sabe llamar a alguien para que la noche sea más agradable. Ese es el indio que viene a hablar aquí de reserva indígena. Él debía ir a comer un pasto allí para mantener sus orígenes.

En una entrevista dada al programa Custe o Que Custar (CQC), el 28 de marzo de 2011, al preguntársele supuestamente por la cantante Preta Gil sobre lo que haría si su hijo se enamorase de una chica negra, Bolsonaro dijo que «no discutía promiscuidad» y que «no corre ese riesgo porque sus hijos fueron muy bien educados», una de las declaraciones que más causó polémica en la entrevista. Al día siguiente, afirmó que la respuesta a Preta Gil fue un «malentendido», alegando que pensó que la pregunta fuera sobre la relación de su hijo con un homosexual. En el caso, los hijos de Bolsonaro, Carlos y Eduardo, alegaron en sus cuentas de redes sociales que el programa había «manipulado» la entrevista, al hacer una comparación del contenido de una grabación hecha por la cámara de un celular en la mano del entrevistado con el contenido transmitido en el programa. Luego, se abrió una investigación contra Bolsonaro al STF por declaraciones supuestamente racistas, que tras el análisis se archivó por falta de pruebas, bajo la justificación de que la entrevista fue editada y no se ofreció una versión en su totalidad.
En septiembre de 2015, durante una entrevista al periódico Opção, de Goiás, dijo que los militares en Brasil están «desaparecidos»:

No sé cuál es la adhesión de los comandantes, pero si van a reducir el efectivo de las Fuerzas Armadas es menos gente en las calles para hacer frente a los marginales del MST, de los haitianos, senegaleses, bolivianos y todo lo que es escoria del mundo que, ahora, está llegando los sirios también. La escoria del mundo está llegando a Brasil como si no tuviéramos demasiados problemas para resolver. - Jair Bolsonaro

En abril de 2017, en un discurso en el Clube Hebraica, en la zona sur de Río de Janeiro, el diputado federal dijo que terminará con todas las tierras indígenas y comunidades quilombolas de Brasil si es elegido en 2018. También afirmó que terminará con «La financiación pública para ONG»: «Puede estar seguro de que si llego allí (presidencia de la República) no va a tener dinero para las ONG. Si depender de mí, todo ciudadano va a tener un arma de fuego dentro de casa. No va a tener un centímetro demarcado para reserva indígena o para quilombola. También alegó que las reservas indígenas y quilombolas obstaculizan la economía. Donde tiene una tierra indígena, tiene una riqueza debajo de ella, tenemos que cambiar eso de ahí», afirmó.

Yo estuve en un quilombo, el afrodescendiente más ligero allí pesaba siete arrobas, no hacen nada, creo que ni para procreadores sirven ya, más de mil millones de reales al año se gastan en ellos. - Jair Bolsonaro

Después de la frase sobre quilombolas, el parlamentario fue denunciado por el Ministerio Público Federal de Río de Janeiro, que afirmó que Bolsonaro usó expresiones injuriosas, prejuiciosas y discriminatorias con el objetivo de ofender y ridiculizar a las comunidades quilombolas y a la población negra. El 3 de octubre de 2017, el diputado fue condenado a pagar 50 000 reales de multa por el crimen de daños morales.

### Campaña presidencial
En octubre de 2018, el diario Folha de S. Paulo reveló que varias empresas financiaron el envío de cientos de millones de mensajes falsos contra Fernando Haddad.

### Intento de asesinato, Rebelión e intento de Golpe de Estado
En noviembre de 2024 fue acusado por la Policía Federal brasileña junto a 36 personas más, entre los que se encontraban Walter Braga Netto, Augusto Heleno y Anderson Torres, por el intento de asesinato de Lula da Silva con la intención de dar un golpe de Estado.
Finalmente fue impùtado en marzo de 2025 junto a 33 pesonas más, entre los que se encontraban siete de sus aliados, por rebelión e intento de golpe de Estado por el Supremo Tribunal Federal de Brasil. También lo fueron Anderson Torres, Walter Braga Netto, Augusto Heleno, Paulo Nogueira,  el exdirector de Inteligencia Alexandre Ramagen y los militares Almir Garnier Santos y  Mauro Cid.